# Список книг серии «Вселенная Метро 2033»

«Вселенная Метро 2033» — российская книжная серия, которая продолжает идею романа Дмитрия Глуховского «Метро 2033». На данной странице приведён полный список произведений серии.

## Общие сведения
На данный момент серия насчитывает более 110 изданий и включает как романы, так и сборники рассказов. Некоторые романы серии переведены на венгерский, испанский, итальянский, корейский, немецкий, польский, чешский и французский языки и изданы за рубежом. С другой стороны, поскольку в серии принимают участие иностранные авторы, некоторые романы перед своим изданием переводятся на русский язык; также некоторые из таких произведений издаются на родном или ином языке раньше, чем в рамках русскоязычной серии.
Романы и рассказы взаимосвязаны сюжетно: всех их объединяет место действия — вымышленная версия планеты Земля, какой бы эта планета была через двадцать лет после ядерной войны, которая в свою очередь, согласно сюжету, произошла 6 июля 2013 года. Многие произведения имеют более плотные сюжетные взаимосвязи, вплоть до общих персонажей. Некоторые авторы создают в рамках проекта собственные циклы, в которых книги составляют общую сюжетную историю.
Наибольшее количество романов в рамках серии — 8 наименований — написал Сергей Антонов, на счету которого также 2 рассказа по «Вселенной Метро 2033». Наиболее частым местом действия книг серии является Москва. Официальные лица «Вселенной Метро 2033» ежегодно организовывали читательское голосование «Лучшая книга „Вселенной“»; здесь следует отметить писателя Андрея Дьякова, все три романа которого становились лидерами читательских симпатий в годы своего издания.

## Книги серии
В разделе «Книги серии» данного списка даётся основная информация о каждой из изданных книг:
- автор романа или составитель сборника рассказов,
- название издания[К 2],
- месяц и год выхода книги,
- буква (или её замена), помещённая в нижней части корешка книги,
- краткое описание книги,
- информация о месте действия произведения,
- информация о ближайших сюжетных связях с другими книгами,
- информация о переводах книг на другие языки (если такие переводы официально изданы значительным тиражом),
- порядковый номер издания книги по времени.

### 2009
| Владимир Березин «Путевые знаки» | декабрь 2009 | В |
| \| На станцию Сокол приходит отряд во главе с Математиком. Они разыскивают пилота самолёта. Главный герой, Александр, соглашается отправиться с группой в Санкт-Петербург, чтобы помочь им найти кое-что важное там, а также попытаться отыскать родного отца.[18] \| \| \| Место действия: Москва — Санкт-Петербург \| 1 \| |              |   |
| На станцию Сокол приходит отряд во главе с Математиком. Они разыскивают пилота самолёта. Главный герой, Александр, соглашается отправиться с группой в Санкт-Петербург, чтобы помочь им найти кое-что важное там, а также попытаться отыскать родного отца.                                                                  |              |   |
| Место действия: Москва — Санкт-Петербург | 1            |   |

### 2010
| Сергей Антонов «Тёмные туннели» | январь 2010 | С |
| \| Книга повествует о приключениях, выпавших молодому вояке-анархисту Анатолию, со станции Гуляй-поле (Войковская), который по сюжету отправляется со своим отрядом на Красную Линию, чтобы уничтожить секретную лабораторию, где коммунисты создают в военных целях так называемых гэмэчелов (генно-модифицированных людей), имеющих сверхчеловеческие способности.[19][20][21][22][23] \| \| \| Место действия: Москва · Предыдущая: «Харам Бурум» · Следующие: «В интересах революции», «Непогребённые» · Переводы: нем. [5]; пол. [6]; кор. [4]; венг. [1] \| 2 \| |             |   |
| Книга повествует о приключениях, выпавших молодому вояке-анархисту Анатолию, со станции Гуляй-поле (Войковская), который по сюжету отправляется со своим отрядом на Красную Линию, чтобы уничтожить секретную лабораторию, где коммунисты создают в военных целях так называемых гэмэчелов (генно-модифицированных людей), имеющих сверхчеловеческие способности. |             |   |
| Место действия: Москва · Предыдущая: «Харам Бурум» · Следующие: «В интересах революции», «Непогребённые» · Переводы: нем. ; пол. ; кор. ; венг. | 2           |   |

| Шимун Врочек «Питер» | февраль 2010 | Е |
| \| Со станции Василеостровская пропадает генератор. Обвиняют бордюрщиков (москвичей) со станций Площадь Восстания и Маяковская. Иван Меркулов отправляется на войну с ними.[24][25][26][27] \| \| \| Место действия: Санкт-Петербург, Ленинградская область · Предыдущая: «Байки Убера» (рассказ) · Следующие: «Питер. Война», «Питер. Битва близнецов» · Переводы: пол. [6]; нем. [5]; итал. [3]; исп. [2]; венг. [1]; кор. [4] \| 3 \| |              |   |
| Со станции Василеостровская пропадает генератор. Обвиняют бордюрщиков (москвичей) со станций Площадь Восстания и Маяковская. Иван Меркулов отправляется на войну с ними. |              |   |
| Место действия: Санкт-Петербург, Ленинградская область · Предыдущая: «Байки Убера» (рассказ) · Следующие: «Питер. Война», «Питер. Битва близнецов» · Переводы: пол. ; нем. ; итал. ; исп. ; венг. ; кор. | 3            |   |

| Андрей Дьяков «К свету» | июнь 2010 | Л |
| \| Приморский Альянс собирает экспедицию в Кронштадт, чтобы проверить слухи, распространяемые сектой «Исход» об этом городе. С отрядом отправляется опытный сталкер Таран вместе со своим учеником, Глебом.[28][29][30][31][32] \| \| \| Место действия: Санкт-Петербург, Ленинградская область · Следующие: «Во мрак», «За горизонт» · Переводы: пол. [6]; нем. [5]; итал. [3]; исп. [2]; фр. [8]; швед. [33]; венг. [1]; кор. [4]; чеш. [7] \| 4 \| |           |   |
| Приморский Альянс собирает экспедицию в Кронштадт, чтобы проверить слухи, распространяемые сектой «Исход» об этом городе. С отрядом отправляется опытный сталкер Таран вместе со своим учеником, Глебом. |           |   |
| Место действия: Санкт-Петербург, Ленинградская область · Следующие: «Во мрак», «За горизонт» · Переводы: пол. ; нем. ; итал. ; исп. ; фр. ; швед. ; венг. ; кор. ; чеш. | 4         |   |

| Андрей Ерпылёв «Выход силой» | июль 2010 | Е |
| \| На отрезанных от Большого метро станциях Первомайская и Щёлковская образовалась Первомайская республика. Правительство упорно насаждает слухи, что на других станциях жизни нет. Однажды президент республики отправляет одного из лучших бойцов, Игоря Князева, в экспедицию на соседние заброшенные станции, а там его внезапно пытаются убить. \| \| \| Место действия: Москва \| 5 \| |           |   |
| На отрезанных от Большого метро станциях Первомайская и Щёлковская образовалась Первомайская республика. Правительство упорно насаждает слухи, что на других станциях жизни нет. Однажды президент республики отправляет одного из лучших бойцов, Игоря Князева, в экспедицию на соседние заброшенные станции, а там его внезапно пытаются убить.                                            |           |   |
| Место действия: Москва | 5         |   |

| Сергей Кузнецов «Мраморный рай» | август 2010 | Н |
| \| В Общину (Колонию), находящуюся под военным институтом, попадает сталкер Макс из Москвы. Когда его лечат, главный герой, Сергей Коломин, узнаёт, что в метро выжил его бывший начальник, Эдуард Возницын, и он может помочь с убивающей его лучевой болезнью. Вместе с сыном, Максом и его другом Ангином они отправляются в столицу, когда Колонию уничтожает рой шмелей-мутантов.[34] \| \| \| Место действия: Московская область, Москва · Предыдущая: «Уйти от судьбы» (рассказ) · Переводы: нем. [5]; чеш. [7] \| 6 \| |             |   |
| В Общину (Колонию), находящуюся под военным институтом, попадает сталкер Макс из Москвы. Когда его лечат, главный герой, Сергей Коломин, узнаёт, что в метро выжил его бывший начальник, Эдуард Возницын, и он может помочь с убивающей его лучевой болезнью. Вместе с сыном, Максом и его другом Ангином они отправляются в столицу, когда Колонию уничтожает рой шмелей-мутантов. |             |   |
| Место действия: Московская область, Москва · Предыдущая: «Уйти от судьбы» (рассказ) · Переводы: нем. ; чеш. | 6           |   |

| Сурен Цормудян «Странник» | сентябрь 2010 | Н |
| \| Сергей Маломальский, Бумажник, один из лучших сталкеров Тульской, сталкивается со странным человеком, которого он называет Странником. Он всё время говорит про какой-то мозз. Выясняется, что это паразит, пытающийся размножиться и захватить власть над миром, заражая всех людей, и когда они становятся не нужны, он покидает их, убивая. Странник с Маломальским отправляются вслед за новой жертвой мозза, чтобы остановить его.[35][36] \| \| \| Место действия: Москва · См. также: «Наследие предков», «Край земли» · Переводы: пол. [6] \| 7 \| |               |   |
| Сергей Маломальский, Бумажник, один из лучших сталкеров Тульской, сталкивается со странным человеком, которого он называет Странником. Он всё время говорит про какой-то мозз. Выясняется, что это паразит, пытающийся размножиться и захватить власть над миром, заражая всех людей, и когда они становятся не нужны, он покидает их, убивая. Странник с Маломальским отправляются вслед за новой жертвой мозза, чтобы остановить его. |               |   |
| Место действия: Москва · См. также: «Наследие предков», «Край земли» · Переводы: пол. | 7             |   |

| Андрей Буторин «Север» | октябрь 2010 | А |
| \| Молодой саам Нанас бежит из родного поселения, чтобы спасти своего пса-телепата. Юноша видит, как падает самолёт, который он принимает за колесницу духов. Умирающий лётчик Семён Будин просит Нанаса найти его дочь, Надю, в Видяево и отвести в Полярные Зори, где до сих пор сохраняется осколок цивилизации.[37] \| \| \| Место действия: Мурманская область · Следующие: «Осада рая», «Дочь небесного духа» \| 8 \| |              |   |
| Молодой саам Нанас бежит из родного поселения, чтобы спасти своего пса-телепата. Юноша видит, как падает самолёт, который он принимает за колесницу духов. Умирающий лётчик Семён Будин просит Нанаса найти его дочь, Надю, в Видяево и отвести в Полярные Зори, где до сих пор сохраняется осколок цивилизации. |              |   |
| Место действия: Мурманская область · Следующие: «Осада рая», «Дочь небесного духа» | 8            |   |

| Сергей Антонов «В интересах революции» | ноябрь 2010 | Я |
| \| Первый сиквел серии. В романе продолжаются приключения Анатолия Томского. Вместе с супругой Еленой он мирно живёт в Полисе, но однажды его супругу похищают подручные Чеслава Корбута, желающего отомстить за смерть своего отца. Анатолию ничего не остаётся, как последовать за ними, чтобы спасти любимую.[38] \| \| \| Место действия: Москва · Предыдущие: «Харам Бурум», «Тёмные туннели» · Следующая: «Непогребённые» \| 9 \| |             |   |
| Первый сиквел серии. В романе продолжаются приключения Анатолия Томского. Вместе с супругой Еленой он мирно живёт в Полисе, но однажды его супругу похищают подручные Чеслава Корбута, желающего отомстить за смерть своего отца. Анатолию ничего не остаётся, как последовать за ними, чтобы спасти любимую. |             |   |
| Место действия: Москва · Предыдущие: «Харам Бурум», «Тёмные туннели» · Следующая: «Непогребённые» | 9           |   |

| Александр Шакилов «Война кротов» | декабрь 2010 |  |
| \| Главный герой, Сергей Ким по прозвищу Сайгон, случайно находит губную гармошку давно пропавшего отца. Вместе с проводником — каннибалом Лектором — и амазонкой Гильзой они отправляются на другой конец ветки, чтобы его найти.[39] \| \| \| Место действия: Киев · См. также: «Красный вариант» \| 10 \| |              |  |
| Главный герой, Сергей Ким по прозвищу Сайгон, случайно находит губную гармошку давно пропавшего отца. Вместе с проводником — каннибалом Лектором — и амазонкой Гильзой они отправляются на другой конец ветки, чтобы его найти.                                                                              |              |  |
| Место действия: Киев · См. также: «Красный вариант» | 10           |  |

### 2011
| Руслан Мельников «Муранча» | январь 2011 | М |
| \| В Ростове-на-Дону успели перед Третьей Мировой войной начать строительство Ростовского метрополитена, и там смогли спастись люди. Однако спустя двадцать лет жизни под землёй на город надвигается почти библейская напасть — муранча. Главному герою приходится бежать вместе с другими вглубь метро, где выжившие надеются обрести спасение.[40][41][42] \| \| \| Место действия: Ростов-на-Дону · Следующая: «Из глубин» (старквел) · Переводы: пол. [6] \| 11 \| |             |   |
| В Ростове-на-Дону успели перед Третьей Мировой войной начать строительство Ростовского метрополитена, и там смогли спастись люди. Однако спустя двадцать лет жизни под землёй на город надвигается почти библейская напасть — муранча. Главному герою приходится бежать вместе с другими вглубь метро, где выжившие надеются обрести спасение. |             |   |
| Место действия: Ростов-на-Дону · Следующая: «Из глубин» (старквел) · Переводы: пол. | 11          |   |

| Сергей Палий «Безымянка» | февраль 2011 | Е |
| \| Мирный договор между Городом и Безымянкой — двумя организациями, делящими Самару и её метро пополам — сорван. Главный герой, переговорщик от Города по прозвищу Орис, вынужден вместе с возлюбленной Евой с Безымянки уходить от войны и преследования.[43][44] \| \| \| Место действия: Самара · См. также: «Спящий страж», «Злой Пёс» \| 12 \| |              |   |
| Мирный договор между Городом и Безымянкой — двумя организациями, делящими Самару и её метро пополам — сорван. Главный герой, переговорщик от Города по прозвищу Орис, вынужден вместе с возлюбленной Евой с Безымянки уходить от войны и преследования.                                                                                             |              |   |
| Место действия: Самара · См. также: «Спящий страж», «Злой Пёс» | 12           |   |

| Сергей Москвин «Увидеть Солнце» | март 2011 | Т |
| \| Люди на станциях Новосибирского метро спокойно живут, пока однажды их не начинает истреблять Чёрный дракон — мутировавшая плесень, пожирающая всё на своём пути. Главный герой теряет родную станцию, но приобретает любовь, и теперь ему нужно спасти и её, и себя, и весь город от страшной угрозы.[45] \| \| \| Место действия: Новосибирск · Следующая: «За порогом рая» (рассказ) · См. также: «Голод», «Пифия» · Переводы: нем. [5] \| 13 \| |           |   |
| Люди на станциях Новосибирского метро спокойно живут, пока однажды их не начинает истреблять Чёрный дракон — мутировавшая плесень, пожирающая всё на своём пути. Главный герой теряет родную станцию, но приобретает любовь, и теперь ему нужно спасти и её, и себя, и весь город от страшной угрозы. |           |   |
| Место действия: Новосибирск · Следующая: «За порогом рая» (рассказ) · См. также: «Голод», «Пифия» · Переводы: нем. | 13        |   |

| Андрей Гребенщиков «Ниже ада» | апрель 2011 | Р |
| \| В 2017 году разразилась Первая война между сообществами Екатеринбургского метро. Столицы противоборствующих группировок были уничтожены ядерным взрывом, и теперь метросистема разделена на две непреодолимые части. В 2033 году главные герои случайно узнают о готовящемся нападении на их станцию и, сами того не желая, попадают в гущу событий.[46] \| \| \| Место действия: Екатеринбург · Предыдущие: «Сёстры печали» (приквел), «Шеймен» (рассказ), «Квартира № 41» (рассказ) · Следующие: «Обитель снов» (сайдквел), «Спаси и сохрани» (рассказ; соавтор: Ольга Швецова), «Легион последней надежды» (рассказ), «По ту сторону янтаря» (рассказ) \| 14 \| |             |   |
| В 2017 году разразилась Первая война между сообществами Екатеринбургского метро. Столицы противоборствующих группировок были уничтожены ядерным взрывом, и теперь метросистема разделена на две непреодолимые части. В 2033 году главные герои случайно узнают о готовящемся нападении на их станцию и, сами того не желая, попадают в гущу событий. |             |   |
| Место действия: Екатеринбург · Предыдущие: «Сёстры печали» (приквел), «Шеймен» (рассказ), «Квартира № 41» (рассказ) · Следующие: «Обитель снов» (сайдквел), «Спаси и сохрани» (рассказ; соавтор: Ольга Швецова), «Легион последней надежды» (рассказ), «По ту сторону янтаря» (рассказ) | 14          |   |

| Анна Калинкина «Станция-призрак» | июнь 2011 | О |
| \| Станцию Спартак так и не успели открыть до войны. Её заселили выжившие на соседних станциях и основали там языческий культ, где приносят молодых девушек в жертву на поверхности. Главной героине по имени Нюта и её подруге Крысе удаётся сбежать на другую ветку, после чего их пути в Большом метро расходятся.[47] \| \| \| Место действия: Москва · Следующие: «Царство крыс», «Кошки-мышки» \| 15 \| |           |   |
| Станцию Спартак так и не успели открыть до войны. Её заселили выжившие на соседних станциях и основали там языческий культ, где приносят молодых девушек в жертву на поверхности. Главной героине по имени Нюта и её подруге Крысе удаётся сбежать на другую ветку, после чего их пути в Большом метро расходятся.                                                                                            |           |   |
| Место действия: Москва · Следующие: «Царство крыс», «Кошки-мышки» | 15        |   |

| Андрей Дьяков «Во мрак» | июль 2011 |  |
| \| Жители Петербургского метрополитена узнают о том, что колонии в чистых землях, на островах Мощный и Малый, уничтожены ядерным взрывом. Тарану и его приёмному сыну Глебу приходится выяснить, кто за этим стоит.[48][49][50][51][52][53][54] \| \| \| Место действия: Санкт-Петербург, Ленинградская область · Предыдущая: «К свету» · Следующая: «За горизонт» · Переводы: нем. [5]; пол. [6]; фр. [9]; швед. [33]; венг. [1] \| 16 \| |           |  |
| Жители Петербургского метрополитена узнают о том, что колонии в чистых землях, на островах Мощный и Малый, уничтожены ядерным взрывом. Тарану и его приёмному сыну Глебу приходится выяснить, кто за этим стоит. |           |  |
| Место действия: Санкт-Петербург, Ленинградская область · Предыдущая: «К свету» · Следующая: «За горизонт» · Переводы: нем. ; пол. ; фр. ; швед. ; венг. | 16        |  |

| Сергей Зайцев «Санитары» | август 2011 | 2 |
| \| Спецслужбы ведущих группировок московского метро узнают, что некоторые люди заражаются болезнью, получившей название «быстрянка», а их потом забирает некая организация, именующая себя Санитары. Службисты устраивают на них охоту. Главный герой, Дмитрий Сотников, оказывается втянут в эту операцию, и то, что он узнаёт, оказывается для него весьма неожиданным.[55] \| \| \| Место действия: Москва · Следующая: «Тёмная мишень» \| 17 \| |             |   |
| Спецслужбы ведущих группировок московского метро узнают, что некоторые люди заражаются болезнью, получившей название «быстрянка», а их потом забирает некая организация, именующая себя Санитары. Службисты устраивают на них охоту. Главный герой, Дмитрий Сотников, оказывается втянут в эту операцию, и то, что он узнаёт, оказывается для него весьма неожиданным.                                                                              |             |   |
| Место действия: Москва · Следующая: «Тёмная мишень» | 17          |   |

| Грант МакМастер «Британия» | сентябрь 2011 | 0 |
| \| На метро Глазго нападают раболовцы Английской Республики, контролирующей половину Лондона и ряд других поселений острова. У главного героя, Юэна, забирают его семью, и ему ничего не остаётся, кроме как отправиться за ними вслед похитителям.[10] \| \| \| Место действия: Глазго — Лондон · Переводы: рус. \| 18 \| |               |   |
| На метро Глазго нападают раболовцы Английской Республики, контролирующей половину Лондона и ряд других поселений острова. У главного героя, Юэна, забирают его семью, и ему ничего не остаётся, кроме как отправиться за ними вслед похитителям.                                                                           |               |   |
| Место действия: Глазго — Лондон · Переводы: рус. | 18            |   |

| Игорь Вардунас «Ледяной плен» | октябрь 2011 | 3 |
| \| В общину Пионерска прибывает делегация из Польши. Они зовут отправиться местных подводников с ними в Антарктиду, где скрыт ключ к спасению мира от радиации и мутантов. Не сразу, но русские принимают приглашение и плывут вместе с поляками на подводной лодке «Иван Грозный» к Южному полюсу. Казалось бы, всё чётко выверено, но выясняется, что на борт проникла Лера Степанова — главная героиня романа, чьи родители пропали где-то в Антарктике.[56] \| \| \| Место действия: Пионерск — Марокко — Антарктида · Следующие: «Последний поход», «Путь проклятых», «Слепая тропа» \| 19 \| |              |   |
| В общину Пионерска прибывает делегация из Польши. Они зовут отправиться местных подводников с ними в Антарктиду, где скрыт ключ к спасению мира от радиации и мутантов. Не сразу, но русские принимают приглашение и плывут вместе с поляками на подводной лодке «Иван Грозный» к Южному полюсу. Казалось бы, всё чётко выверено, но выясняется, что на борт проникла Лера Степанова — главная героиня романа, чьи родители пропали где-то в Антарктике. |              |   |
| Место действия: Пионерск — Марокко — Антарктида · Следующие: «Последний поход», «Путь проклятых», «Слепая тропа» | 19           |   |

| Андрей Буторин «Осада рая» | ноябрь 2011 | 3 |
| \| Главный герой романа «Север» Нанас вместе с возлюбленной Надеждой попадают в легендарные Полярные Зори. Вскоре выясняется, что со стороны Карелии на один из последних форпостов цивилизации надвигается орда варваров. Теперь Нанас живёт в Полярных Зорях, и его долг — встать на защиту нового дома.[57] \| \| \| Место действия: Мурманская область, Полярные Зори · Предыдущая: «Север» · Следующая: «Дочь небесного духа» \| 20 \| |             |   |
| Главный герой романа «Север» Нанас вместе с возлюбленной Надеждой попадают в легендарные Полярные Зори. Вскоре выясняется, что со стороны Карелии на один из последних форпостов цивилизации надвигается орда варваров. Теперь Нанас живёт в Полярных Зорях, и его долг — встать на защиту нового дома. |             |   |
| Место действия: Мурманская область, Полярные Зори · Предыдущая: «Север» · Следующая: «Дочь небесного духа» | 20          |   |

| Дмитрий Глуховский (редактор-составитель) «Последнее убежище» (антология) | декабрь 2011 | Эмблема серии |
| \| Первый сборник рассказов от 21 автора «Вселенной», а также её создателя — Дмитрия Глуховского. Двадцать две независимые друг от друга истории дополняют мир проекта и расширяют его границы. Помимо дебютантов, шесть авторов серии: Шимун Врочек, Андрей Гребенщиков, Сергей Антонов, Сергей Москвин, Сергей Кузнецов и Андрей Дьяков — представили свои рассказы, в основном связанные с их предыдущими работами.[58] \| \| \| Место действия: Санкт-Петербург, Екатеринбург, Москва, Краснодар, Бийск, Новосибирск, Московская область, Сочи, Нижний Новгород · Следующие: «Сумрак в конце туннеля», «Сказки апокалипсиса», «О чём молчат выжившие», «Холодное пламя жизни», «Они не те, кем кажутся» · См. также: «В свете костра», «Шёпоты убиенных», «Эхо умершего мира», «В руинах» (польские антологии) · Переводы: венг. [1] \| 21 \| |              |               |
| Первый сборник рассказов от 21 автора «Вселенной», а также её создателя — Дмитрия Глуховского. Двадцать две независимые друг от друга истории дополняют мир проекта и расширяют его границы. Помимо дебютантов, шесть авторов серии: Шимун Врочек, Андрей Гребенщиков, Сергей Антонов, Сергей Москвин, Сергей Кузнецов и Андрей Дьяков — представили свои рассказы, в основном связанные с их предыдущими работами. |              |               |
| Место действия: Санкт-Петербург, Екатеринбург, Москва, Краснодар, Бийск, Новосибирск, Московская область, Сочи, Нижний Новгород · Следующие: «Сумрак в конце туннеля», «Сказки апокалипсиса», «О чём молчат выжившие», «Холодное пламя жизни», «Они не те, кем кажутся» · См. также: «В свете костра», «Шёпоты убиенных», «Эхо умершего мира», «В руинах» (польские антологии) · Переводы: венг. | 21           |               |

### 2012
| Сергей Антонов «Непогребённые» | январь 2012 | П |
| \| Анатолий Томский, живущий на станции Имени товарища Эрнесто Че Гевары, понимает, что сходит с ума. У него галлюцинации, растроение личности (он, Жёлтый и Путевой Обходчик), он случайно совершает убийство. Выход подсказывает былой враг — в бункере Академлага, который был законсервирован в 1953 году, есть эликсир, который способен помочь главному герою.[59] \| \| \| Место действия: Москва · Предыдущие: «Харам Бурум», «Тёмные туннели», «В интересах революции» · Следующие: «Рублёвка-2», «Рублёвка-3», «Высшая сила» \| 22 \| |             |   |
| Анатолий Томский, живущий на станции Имени товарища Эрнесто Че Гевары, понимает, что сходит с ума. У него галлюцинации, растроение личности (он, Жёлтый и Путевой Обходчик), он случайно совершает убийство. Выход подсказывает былой враг — в бункере Академлага, который был законсервирован в 1953 году, есть эликсир, который способен помочь главному герою. |             |   |
| Место действия: Москва · Предыдущие: «Харам Бурум», «Тёмные туннели», «В интересах революции» · Следующие: «Рублёвка-2», «Рублёвка-3», «Высшая сила» | 22          |   |

| Туллио Аволедо «Корни небес» | февраль 2012 | Р |
| \| Во время ядерной войны старый Папа Римский погиб, и следующие двадцать лет осколок Ватикана в катакомбах Сан-Каллисто обходится без него. Разведчики Швейцарской Гвардии доносят, что в Венеции в плену удерживается Патриарх, которого можно посадить во главе католической Церкви. Из Рима на север Апеннинского полуострова отправляется отряд швейцарских гвардейцев вместе с Джоном Дениэлсом, последним инквизитором Земли.[60][61][62][63][64] \| \| \| Место действия: Рим — Венеция · Следующие: «Крестовый поход детей», «Конклав тьмы» · Переводы: рус. ; нем. [5]; пол. [6]; венг. [1] \| 23 \| |              |   |
| Во время ядерной войны старый Папа Римский погиб, и следующие двадцать лет осколок Ватикана в катакомбах Сан-Каллисто обходится без него. Разведчики Швейцарской Гвардии доносят, что в Венеции в плену удерживается Патриарх, которого можно посадить во главе католической Церкви. Из Рима на север Апеннинского полуострова отправляется отряд швейцарских гвардейцев вместе с Джоном Дениэлсом, последним инквизитором Земли. |              |   |
| Место действия: Рим — Венеция · Следующие: «Крестовый поход детей», «Конклав тьмы» · Переводы: рус. ; нем. ; пол. ; венг. | 23           |   |

| Андрей Чернецов, Валентин Леженда «Слепящая пустота» | март 2012 | О |
| \| Неожиданно всем группировкам постъядерного Харькова понадобился, казалось бы, обычный двенадцатилетний мальчик Данька. А на его форт как раз нападают мутанты, его с отцом дороги расходятся и начинается опасное приключение в туннелях и на поверхности города. Найти одного ребёнка в бывшем миллионнике непросто, тем более в метро обитают мутанты, религиозные фанатики и прочие подозрительные организации, а жизнь на поверхности сосредоточена в защищённых от нападений мутантов фортах.[65] \| \| \| Место действия: Харьков, Редхилл XIX века \| 24 \| |           |   |
| Неожиданно всем группировкам постъядерного Харькова понадобился, казалось бы, обычный двенадцатилетний мальчик Данька. А на его форт как раз нападают мутанты, его с отцом дороги расходятся и начинается опасное приключение в туннелях и на поверхности города. Найти одного ребёнка в бывшем миллионнике непросто, тем более в метро обитают мутанты, религиозные фанатики и прочие подозрительные организации, а жизнь на поверхности сосредоточена в защищённых от нападений мутантов фортах.                                                                    |           |   |
| Место действия: Харьков, Редхилл XIX века | 24        |   |

| Анна Калинкина «Царство крыс» | апрель 2012 | Е |
| \| В перегоне Чеховская — Цветной бульвар уже давно живут бродяги, пришедшие туда со всего московского метро. На них натыкается и с ними остаётся главный герой, Игорь Громов. Однако они не могут постоянно жить в таких условиях. И однажды всей группе приходится покинуть насиженные места и отправиться в путь, чтобы в какой-то момент встретить Нюту «Победительницу Зверя» и раскрыться друг перед другом с неожиданных сторон.[66] \| \| \| Место действия: Москва · Предыдущая: «Станция-призрак» · Следующая: «Кошки-мышки» \| 25 \| |             |   |
| В перегоне Чеховская — Цветной бульвар уже давно живут бродяги, пришедшие туда со всего московского метро. На них натыкается и с ними остаётся главный герой, Игорь Громов. Однако они не могут постоянно жить в таких условиях. И однажды всей группе приходится покинуть насиженные места и отправиться в путь, чтобы в какой-то момент встретить Нюту «Победительницу Зверя» и раскрыться друг перед другом с неожиданных сторон. |             |   |
| Место действия: Москва · Предыдущая: «Станция-призрак» · Следующая: «Кошки-мышки» | 25          |   |

| Захар Петров «Муос» | май 2012 | К |
| \| Полис ловит сигнал из Минска. Минчанка рассказывает об ужасах, творящихся в белорусской столице, и просит о помощи. Ведущие фракции Большого метро посылают туда вооружённый отряд, чтобы помочь братскому народу. Но когда вертолёт москвичей приземляется в городе, они становятся участниками тяжёлых событий, разворачивающихся в Муосе — единой системе убежищ в Минске, которые включают метрополитен и различные бункеры.[67] \| \| \| Место действия: Москва, Борисов, Минск · Следующие: «Муос. Чистилище» (том 1), «Муос. Падение» (том 2) \| 26 \| |          |   |
| Полис ловит сигнал из Минска. Минчанка рассказывает об ужасах, творящихся в белорусской столице, и просит о помощи. Ведущие фракции Большого метро посылают туда вооружённый отряд, чтобы помочь братскому народу. Но когда вертолёт москвичей приземляется в городе, они становятся участниками тяжёлых событий, разворачивающихся в Муосе — единой системе убежищ в Минске, которые включают метрополитен и различные бункеры. |          |   |
| Место действия: Москва, Борисов, Минск · Следующие: «Муос. Чистилище» (том 1), «Муос. Падение» (том 2) | 26       |   |

| Сурен Цормудян «Наследие предков. Tod Mit Uns» | июль 2012 | Т |
| \| По прошествии двадцати лет после ядерной войны выжившим Калининградской области приходится встать на защиту родного края, когда из-за океана к ним приплывают потомки фашистов, желающие забрать «наследие предков»[68][69][70]. \| \| \| Место действия: Калининградская область, Калининград · См. также: «Странник», «Край земли» · Переводы: нем. [5]; пол. [6] \| 27 \| |           |   |
| По прошествии двадцати лет после ядерной войны выжившим Калининградской области приходится встать на защиту родного края, когда из-за океана к ним приплывают потомки фашистов, желающие забрать «наследие предков». |           |   |
| Место действия: Калининградская область, Калининград · См. также: «Странник», «Край земли» · Переводы: нем. ; пол. | 27        |   |

| Денис Шабалов «Право на силу» | август 2012 |  |
| \| Быт в Сердобском Убежище под вокзалом складывался в течение многих лет. Это история становления сообщества «вокзальных», изучения ими окружающего мира, торговли с прибывающими в город караванами и взросления главного героя, Данила Добрынина, прошедшего долгий путь от несмышлёныша, родившегося вскоре после Начала, до матёрого сталкера[71]. \| \| \| Место действия: Сердобск · Следующие: «Право на жизнь», «Право на месть» · Переводы: пол. [6] \| 28 \| |             |  |
| Быт в Сердобском Убежище под вокзалом складывался в течение многих лет. Это история становления сообщества «вокзальных», изучения ими окружающего мира, торговли с прибывающими в город караванами и взросления главного героя, Данила Добрынина, прошедшего долгий путь от несмышлёныша, родившегося вскоре после Начала, до матёрого сталкера. |             |  |
| Место действия: Сердобск · Следующие: «Право на жизнь», «Право на месть» · Переводы: пол. | 28          |  |

| Тимофей Калашников «Изнанка мира» | сентябрь 2012 | Д |
| \| Красная Линия всегда ненавидела Ганзу и Четвёртый Рейх. Спустя десять лет после первой гражданской войны в Метро Содружество станций Кольцевой линии вероломно захватывает Комсомольскую-радиальную. Необходимо восстановить статус-кво. Несмотря на войну, политические интриги не прекращаются ни на минуту. И героям приходится сделать всё возможное, чтобы выжить. \| \| \| Место действия: Москва \| 29 \| |               |   |
| Красная Линия всегда ненавидела Ганзу и Четвёртый Рейх. Спустя десять лет после первой гражданской войны в Метро Содружество станций Кольцевой линии вероломно захватывает Комсомольскую-радиальную. Необходимо восстановить статус-кво. Несмотря на войну, политические интриги не прекращаются ни на минуту. И героям приходится сделать всё возможное, чтобы выжить.                                             |               |   |
| Место действия: Москва | 29            |   |

| Сергей Москвин «Голод» | октябрь 2012 | М |
| \| Посёлок Северный на острове Южный Новой Земли в советское время использовался в качестве ядерного полигона. Однако позже его забросили. И теперь, спустя двадцать лет после войны, немногочисленные выжившие, оставшиеся на архипелаге, сталкиваются с древним монстром Нга, дремавшим здесь многие годы. Он сеет страх и подчиняет себе мёртвых. Главным героям ничего не остаётся, кроме как столкнуться с ним или умереть. \| \| \| Место действия: Новая Земля · См. также: «Увидеть Солнце», «Пифия» \| 30 \| |              |   |
| Посёлок Северный на острове Южный Новой Земли в советское время использовался в качестве ядерного полигона. Однако позже его забросили. И теперь, спустя двадцать лет после войны, немногочисленные выжившие, оставшиеся на архипелаге, сталкиваются с древним монстром Нга, дремавшим здесь многие годы. Он сеет страх и подчиняет себе мёртвых. Главным героям ничего не остаётся, кроме как столкнуться с ним или умереть.                                                                                         |              |   |
| Место действия: Новая Земля · См. также: «Увидеть Солнце», «Пифия» | 30           |   |

| Ирина Баранова, Константин Бенев «Свидетель» | ноябрь 2012 | И |
| \| Детектив в постъядерном антураже. В Северной Конфедерации Петербургского метрополитена преступности нет. А если вдруг случается нечто из ряда вон выходящее, Алекс Грин легко распутывает дело, ведь у него есть особая сила — видеть прошлое вещей. Но однажды справедливость этой силы подвергается сомнению, когда в закрытом мирке отрезанного от Большого метро сообществе появляется Векс, человек из других мест. \| \| \| Место действия: Санкт-Петербург · Следующая: «Царица ночи» \| 31 \| |             |   |
| Детектив в постъядерном антураже. В Северной Конфедерации Петербургского метрополитена преступности нет. А если вдруг случается нечто из ряда вон выходящее, Алекс Грин легко распутывает дело, ведь у него есть особая сила — видеть прошлое вещей. Но однажды справедливость этой силы подвергается сомнению, когда в закрытом мирке отрезанного от Большого метро сообществе появляется Векс, человек из других мест.                                                                                 |             |   |
| Место действия: Санкт-Петербург · Следующая: «Царица ночи» | 31          |   |

| Андрей Буторин «Дочь небесного духа» | декабрь 2012 | Т |
| \| После отражения нападения варварских орд на Полярные Зори в жизни рыжего саама Нанаса и его жены, «дочери небесного духа» Нади Будиной, казалось бы, наконец-то наступило долгожданное затишье. Но Надя не может успокоиться, пока не побывает на месте гибели своего отца. Начальник гарнизона города Олег Ярчук обещает помочь в обмен на сокровища, оставшиеся на базе подлодок в Видяево. Не имея выбора, девушка соглашается на это и вместе с мужем и Олегом отправляется туда, где всё началось. \| \| \| Место действия: Мурманская область · Предыдущие: «Север», «Осада рая» \| 32 \| |              |   |
| После отражения нападения варварских орд на Полярные Зори в жизни рыжего саама Нанаса и его жены, «дочери небесного духа» Нади Будиной, казалось бы, наконец-то наступило долгожданное затишье. Но Надя не может успокоиться, пока не побывает на месте гибели своего отца. Начальник гарнизона города Олег Ярчук обещает помочь в обмен на сокровища, оставшиеся на базе подлодок в Видяево. Не имея выбора, девушка соглашается на это и вместе с мужем и Олегом отправляется туда, где всё началось.                                                                                            |              |   |
| Место действия: Мурманская область · Предыдущие: «Север», «Осада рая» | 32           |   |

### 2013
| Андрей Дьяков «За горизонт» | январь 2013 | Р |
| \| В Петербургском метро начинается война между Приморским альянсом и Империей Веган. Таран понимает, что это самое удобное время, чтобы вместе с друзьями и товарищами отправиться в экспедицию во Владивосток, где, по некоторым данным, хранится Алфей — устройство, способное очистить Землю от радиации и вернуть её людям.[72][73] \| \| \| Место действия: Санкт-Петербург — Ясный — Каспийск, Приморский край, Владивосток · Предыдущие: «К свету», «Во мрак» · Переводы: нем. [5]; пол. [6]; венг. [1] \| 33 \| |             |   |
| В Петербургском метро начинается война между Приморским альянсом и Империей Веган. Таран понимает, что это самое удобное время, чтобы вместе с друзьями и товарищами отправиться в экспедицию во Владивосток, где, по некоторым данным, хранится Алфей — устройство, способное очистить Землю от радиации и вернуть её людям. |             |   |
| Место действия: Санкт-Петербург — Ясный — Каспийск, Приморский край, Владивосток · Предыдущие: «К свету», «Во мрак» · Переводы: нем. ; пол. ; венг. | 33          |   |

| Денис Шабалов «Право на жизнь» | март 2013 | И |
| \| На север России выдвигается экспедиция из Сердобска и Берегового Братства. Они идут на комбинат Росрезерва. Никто не знает, что их ждёт в конце пути. Но путники точно знают, что если им окажут сопротивление, они воспользуются правом на силу ради права на жизнь.[74][75][76] \| \| \| Место действия: Сердобск — Республика Коми · Предыдущая: «Право на силу» · Следующая: «Право на месть» · См. также: «Ещё немного о Пупке» (рассказ) · Переводы: пол. [6] \| 34 \| |           |   |
| На север России выдвигается экспедиция из Сердобска и Берегового Братства. Они идут на комбинат Росрезерва. Никто не знает, что их ждёт в конце пути. Но путники точно знают, что если им окажут сопротивление, они воспользуются правом на силу ради права на жизнь. |           |   |
| Место действия: Сердобск — Республика Коми · Предыдущая: «Право на силу» · Следующая: «Право на месть» · См. также: «Ещё немного о Пупке» (рассказ) · Переводы: пол. | 34        |   |

| Андрей Гребенщиков «Обитель снов» | апрель 2013 | Я |
| \| Однажды в магазин на станции Донская (Бульвар Дмитрия Донского) к юному антиквару Нику Кузнецову заходит человек по имени Владимир и вручает ему поломанный диктофон. Ник чинит его и слышит голос таинственной девушки Эль. Владимир говорит, что знает её и просит Ника отправиться с ним на поверхность, чтобы найти загадочную Обитель и не менее загадочную Эль. Парень соглашается, ещё не зная, чем это закончится. \| \| \| Место действия: Москва · Предыдущие: «Сёстры печали» (приквел), «Шеймен» (рассказ), «Квартира № 41» (рассказ), «Ниже ада» (здесь и далее сайдквелы) · Следующие: «Спаси и сохрани» (рассказ; соавтор: Ольга Швецова), «Легион последней надежды» (рассказ), «По ту сторону янтаря» (рассказ) \| 35 \| |             |   |
| Однажды в магазин на станции Донская (Бульвар Дмитрия Донского) к юному антиквару Нику Кузнецову заходит человек по имени Владимир и вручает ему поломанный диктофон. Ник чинит его и слышит голос таинственной девушки Эль. Владимир говорит, что знает её и просит Ника отправиться с ним на поверхность, чтобы найти загадочную Обитель и не менее загадочную Эль. Парень соглашается, ещё не зная, чем это закончится. |             |   |
| Место действия: Москва · Предыдущие: «Сёстры печали» (приквел), «Шеймен» (рассказ), «Квартира № 41» (рассказ), «Ниже ада» (здесь и далее сайдквелы) · Следующие: «Спаси и сохрани» (рассказ; соавтор: Ольга Швецова), «Легион последней надежды» (рассказ), «По ту сторону янтаря» (рассказ) | 35          |   |

| Анна Калинкина «Кошки-мышки» | май 2013 |  |
| \| Кошка — опытный сталкер, живая легенда Московского метро. За её голову назначена высокая награда, но для неё это — часть жизни. Тяжёлой, опасной, но всё-таки жизни. Бандиты преследуют её, и женщине приходится обойти половину Метро, встретиться с Нютой Победительницей Зверя, Игорем Громовым и многими другими, а всё ради того, чтобы просто остаться в живых. \| \| \| Место действия: Москва · Предыдущие: «Станция-призрак», «Царство крыс» \| 36 \| |          |  |
| Кошка — опытный сталкер, живая легенда Московского метро. За её голову назначена высокая награда, но для неё это — часть жизни. Тяжёлой, опасной, но всё-таки жизни. Бандиты преследуют её, и женщине приходится обойти половину Метро, встретиться с Нютой Победительницей Зверя, Игорем Громовым и многими другими, а всё ради того, чтобы просто остаться в живых.                                                                                             |          |  |
| Место действия: Москва · Предыдущие: «Станция-призрак», «Царство крыс» | 36       |  |

| Сергей Антонов «Рублёвка» | июнь 2013 | Г |
| \| За дуэль в пределах Ганзы офицера Юрия Корнилова ссылают на Рублёвку, якобы для того, чтобы он лично пообщался с подмосковными поставщиками ресурсов. Он отправляется туда и видит, как устроились давние хозяева элитных посёлков в постъядерном мире и как живут их подданные. Мужчина решает во что бы то ни стало покончить с пренебрежительным режимом рублёвской элиты. \| \| \| Место действия: Москва, Московская область · Следующие: «Рублёвка-2», «Рублёвка-3», «Высшая сила» \| 37 \| |           |   |
| За дуэль в пределах Ганзы офицера Юрия Корнилова ссылают на Рублёвку, якобы для того, чтобы он лично пообщался с подмосковными поставщиками ресурсов. Он отправляется туда и видит, как устроились давние хозяева элитных посёлков в постъядерном мире и как живут их подданные. Мужчина решает во что бы то ни стало покончить с пренебрежительным режимом рублёвской элиты. |           |   |
| Место действия: Москва, Московская область · Следующие: «Рублёвка-2», «Рублёвка-3», «Высшая сила» | 37        |   |

| Ольга Швецова «Стоящий у двери» | июль 2013 | Л |
| \| У вентшахты между Электрозаводской и Семёновской находят человека. Он пришёл из Жуковского и сообщает руководству Бауманского альянса, что там, в пригороде, есть бункер, готовый к торговле с Москвой. В Жуковский отправляется отряд сталкеров, в том числе юный Денис Пищухин. Он ещё не знает, что встреча с племянницей Главного Привратника изменит всю его жизнь. И жизнь всех живущих в бункере, ведь на неё имеет виды помощник правителя, амбициозный и привлекательный Алексей Колмогоров. \| \| \| Место действия: Москва, Московская область · Следующие: «Ничей», «Демон-хранитель» \| 38 \| |           |   |
| У вентшахты между Электрозаводской и Семёновской находят человека. Он пришёл из Жуковского и сообщает руководству Бауманского альянса, что там, в пригороде, есть бункер, готовый к торговле с Москвой. В Жуковский отправляется отряд сталкеров, в том числе юный Денис Пищухин. Он ещё не знает, что встреча с племянницей Главного Привратника изменит всю его жизнь. И жизнь всех живущих в бункере, ведь на неё имеет виды помощник правителя, амбициозный и привлекательный Алексей Колмогоров. |           |   |
| Место действия: Москва, Московская область · Следующие: «Ничей», «Демон-хранитель» | 38        |   |

| Сергей Зайцев «Тёмная мишень» | август 2013 | У |
| \| Диме и Наташе Сотниковым приходится пойти на сделку с Леденцовым (Шрамом), новым главой особого отдела Таганского треугольника. Скрывая истинную суть вещей от населения, медики Ганзы подобрали «быстрянке» нейтральное название — циклодинамия. Леденцов мечтает создать в метро тайное войско, полностью состоящее из изменённых людей, что были бы под его личным контролем. И он, и Сотников желает найти новых «пациентов», поэтому Дима раз за разом отправляется проверять очередной подозрительный случай. Однако он ещё не знает, какой опасности от заболевания он подвергает себя. \| \| \| Место действия: Москва · Предыдущая: «Санитары» \| 39 \| |             |   |
| Диме и Наташе Сотниковым приходится пойти на сделку с Леденцовым (Шрамом), новым главой особого отдела Таганского треугольника. Скрывая истинную суть вещей от населения, медики Ганзы подобрали «быстрянке» нейтральное название — циклодинамия. Леденцов мечтает создать в метро тайное войско, полностью состоящее из изменённых людей, что были бы под его личным контролем. И он, и Сотников желает найти новых «пациентов», поэтому Дима раз за разом отправляется проверять очередной подозрительный случай. Однако он ещё не знает, какой опасности от заболевания он подвергает себя.                                                                      |             |   |
| Место действия: Москва · Предыдущая: «Санитары» | 39          |   |

| Руслан Мельников «Из глубин» | сентябрь 2013 | Х |
| \| Когда на секретный бункер «Аид» нападают полчища мутантов, единственным спасением становится эвакуация лучших представителей бункера на субтеррине — «подземной лодке». Случайно на него попадает обычный парень Стас. Он узнаёт, что субтеррина держит курс на Москву, к её складам и метрополитену. Вот только на старте члены подземной лодки видят странную вспышку, а всё последующее путешествие превращается в череду необъяснимых и страшных событий. \| \| \| Место действия: Свердловская область — Москва · Предыдущая: «Муранча» (старквел) \| 40 \| |               |   |
| Когда на секретный бункер «Аид» нападают полчища мутантов, единственным спасением становится эвакуация лучших представителей бункера на субтеррине — «подземной лодке». Случайно на него попадает обычный парень Стас. Он узнаёт, что субтеррина держит курс на Москву, к её складам и метрополитену. Вот только на старте члены подземной лодки видят странную вспышку, а всё последующее путешествие превращается в череду необъяснимых и страшных событий. |               |   |
| Место действия: Свердловская область — Москва · Предыдущая: «Муранча» (старквел) | 40            |   |

| Никита Аверин «Крым» | октябрь 2013 | О |
| \| Во время обычной, казалось бы, исследовательской миссии в город Балаклава листоноша, которого называют Пошта, получает перфокарту с важными данными. Стремясь выбраться из города, он связывается с человеком по прозвищу Зубочистка, и вместе они попадают на Летучий Поезд. Однако Зубочистка оказывается не так прост и крадёт перфокарту во время нападения бандитов на поезд. Пошта отправляется через весь ставший островом Крым, чтобы вернуть перфокарту и расквитаться с Зубочисткой.[77] \| \| \| Место действия: Крым · Следующие: «Крым-2», «Крым-3» \| 41 \| |              |   |
| Во время обычной, казалось бы, исследовательской миссии в город Балаклава листоноша, которого называют Пошта, получает перфокарту с важными данными. Стремясь выбраться из города, он связывается с человеком по прозвищу Зубочистка, и вместе они попадают на Летучий Поезд. Однако Зубочистка оказывается не так прост и крадёт перфокарту во время нападения бандитов на поезд. Пошта отправляется через весь ставший островом Крым, чтобы вернуть перфокарту и расквитаться с Зубочисткой.                                                                               |              |   |
| Место действия: Крым · Следующие: «Крым-2», «Крым-3» | 41           |   |

| Дмитрий Ермаков «Слепцы» | ноябрь 2013 | В |
| \| Мирная жизнь обитателей новоафонских пещер подходит к концу, когда они находят человека в скафандре, потерявшего память. Они выхаживают его, а пришлый потихоньку восстанавливает утраченные воспоминания, подмечая уклад жизни и состояние пещер. И однажды им приходится сняться с места, чтобы пережить стихийное бедствие. \| \| \| Место действия: Новый Афон \| 42 \| |             |   |
| Мирная жизнь обитателей новоафонских пещер подходит к концу, когда они находят человека в скафандре, потерявшего память. Они выхаживают его, а пришлый потихоньку восстанавливает утраченные воспоминания, подмечая уклад жизни и состояние пещер. И однажды им приходится сняться с места, чтобы пережить стихийное бедствие.                                                 |             |   |
| Место действия: Новый Афон | 42          |   |

| Вячеслав Бакулин (редактор-составитель) «Сумрак в конце туннеля» (антология) | декабрь 2013 | С |
| \| Вторая антология серии, содержащая рассказы различных авторов, включая её редактора-составителя Вячеслава Бакулина. Рассказы отвечают на вопрос-тему «Свет или тьма в конце туннеля?»[78]. \| \| \| Место действия: Москва, Санкт-Петербург, Киев, Екатеринбург, Рязанская область, Челябинская область, Самара, Петрозаводск · Предыдущая: «Последнее убежище» · Следующие: «Сказки апокалипсиса», «О чём молчат выжившие», «Холодное пламя жизни», «Они не те, кем кажутся» · См. также: «В свете костра», «Шёпоты убиенных», «Эхо умершего мира», «В руинах» (польские антологии) \| 43 \| |              |   |
| Вторая антология серии, содержащая рассказы различных авторов, включая её редактора-составителя Вячеслава Бакулина. Рассказы отвечают на вопрос-тему «Свет или тьма в конце туннеля?». |              |   |
| Место действия: Москва, Санкт-Петербург, Киев, Екатеринбург, Рязанская область, Челябинская область, Самара, Петрозаводск · Предыдущая: «Последнее убежище» · Следующие: «Сказки апокалипсиса», «О чём молчат выжившие», «Холодное пламя жизни», «Они не те, кем кажутся» · См. также: «В свете костра», «Шёпоты убиенных», «Эхо умершего мира», «В руинах» (польские антологии) | 43           |   |

### 2014
| Тагир Киреев «Белый барс» | январь 2014 | К |
| \| Султан Марат посылает своего племянника Тимура и пастуха Тагира, указанного говорящей с джиннами, на поиски своей племянницы Латики, которая долгие годы считалась мёртвой. Тагир соглашается на это, лишь когда ему обещают спасти его дочь от тяжёлой болезни. Однако путь мужчин лежит на территории гарибов — мутантов, «прокажённых», изгнанных султаном по его закону. \| \| \| Место действия: Казань \| 44 \| |             |   |
| Султан Марат посылает своего племянника Тимура и пастуха Тагира, указанного говорящей с джиннами, на поиски своей племянницы Латики, которая долгие годы считалась мёртвой. Тагир соглашается на это, лишь когда ему обещают спасти его дочь от тяжёлой болезни. Однако путь мужчин лежит на территории гарибов — мутантов, «прокажённых», изгнанных султаном по его закону.                                             |             |   |
| Место действия: Казань | 44          |   |

| Игорь Осипов «Измеритель» | февраль 2014 | О |
| \| Республика объединённых убежищ живёт в мире и относительном достатке. Всё меняется, когда в городе объявляется старый враг, намеревающийся пойти войной против ненавистного сообщества. \| \| \| Место действия: Смоленск · Следующая: «Лешие не умирают» \| 45 \| |              |   |
| Республика объединённых убежищ живёт в мире и относительном достатке. Всё меняется, когда в городе объявляется старый враг, намеревающийся пойти войной против ненавистного сообщества.                                                                               |              |   |
| Место действия: Смоленск · Следующая: «Лешие не умирают» | 45           |   |

| Андрей Гребенщиков «Сёстры печали» | март 2014 | Г |
| \| Безымянному служителю Ордена Зеркала дают задание отправиться из Екатеринбурга в Москву ради важной миссии. В спутники ему дают совершенно чокнутого типа, но только он ключ к заданию. А тем временем в Москве наёмную убийцу Летицию Касту нанимают для одного дела за пределами метро. Герои идут разными дорогами, за разными целями, но однажды их пути переплетаются. \| \| \| Место действия: Москва, Московская область, Екатеринбург, Свердловская область, Пермский край · Следующие: «Шеймен» (рассказ), «Квартира № 41» (рассказ), «Ниже ада», Обитель снов», «Спаси и сохрани» (рассказ; соавтор: Ольга Швецова), «Легион последней надежды» (рассказ), «По ту сторону янтаря» (рассказ) \| 46 \| |           |   |
| Безымянному служителю Ордена Зеркала дают задание отправиться из Екатеринбурга в Москву ради важной миссии. В спутники ему дают совершенно чокнутого типа, но только он ключ к заданию. А тем временем в Москве наёмную убийцу Летицию Касту нанимают для одного дела за пределами метро. Герои идут разными дорогами, за разными целями, но однажды их пути переплетаются. |           |   |
| Место действия: Москва, Московская область, Екатеринбург, Свердловская область, Пермский край · Следующие: «Шеймен» (рассказ), «Квартира № 41» (рассказ), «Ниже ада», Обитель снов», «Спаси и сохрани» (рассказ; соавтор: Ольга Швецова), «Легион последней надежды» (рассказ), «По ту сторону янтаря» (рассказ) | 46        |   |

| Андрей Буторин «Мутант» | апрель 2014 | О |
| \| Жуткий, но добрый человек-мутант находит себя в глухой деревне, лишённый памяти. Вместе со спутниками он отправляется в Великий Устюг, чтобы узнать своё происхождение и вернуть память. \| \| \| Место действия: Вологодская область, Великий Устюг · Следующие: «Подземный Доктор», «Хозяин города монстров» · Переводы: пол. [6] \| 47 \| |             |   |
| Жуткий, но добрый человек-мутант находит себя в глухой деревне, лишённый памяти. Вместе со спутниками он отправляется в Великий Устюг, чтобы узнать своё происхождение и вернуть память. |             |   |
| Место действия: Вологодская область, Великий Устюг · Следующие: «Подземный Доктор», «Хозяин города монстров» · Переводы: пол. | 47          |   |

| Дмитрий Манасыпов «Дорога стали и надежды» | май 2014 |  |
| \| Могущественному Ордену Возрождения понадобилась наделённая необычными способностями девушка по имени Даша Дармова. За ней отправляется отряд под предводительством Инги Войновской, а на зов Даши приходит охотник за головами Морхольд, который должен защитить её от Ордена. А тем временем в городок Отрадный отправляются двое из Новоуфимской коммунистической республики на секретное задание. \| \| \| Место действия: Республика Башкортостан, Оренбургская область, Самарская область · Следующие: «К далёкому синему морю», «За ледяными облаками» · Переводы: пол. [6] \| 48 \| |          |  |
| Могущественному Ордену Возрождения понадобилась наделённая необычными способностями девушка по имени Даша Дармова. За ней отправляется отряд под предводительством Инги Войновской, а на зов Даши приходит охотник за головами Морхольд, который должен защитить её от Ордена. А тем временем в городок Отрадный отправляются двое из Новоуфимской коммунистической республики на секретное задание. |          |  |
| Место действия: Республика Башкортостан, Оренбургская область, Самарская область · Следующие: «К далёкому синему морю», «За ледяными облаками» · Переводы: пол. | 48       |  |

| Анна Калинкина «Хозяин Яузы» | июнь 2014 | Г |
| \| Обычный заказ оружия оборачивается для главного героя, Фёдора, ловушкой, но ему удаётся спастись и попасть на Электрозаводскую. Когда Фёдор решает вернуться, он знакомится с Лодочником и загадочной девушкой Нелей. Их путь лежит через поверхность, рассечённую Яузой, где сидит легендарный монстр — Хозяин Яузы. \| \| \| Место действия: Москва · Следующие: «Обмануть судьбу», «Спастись от себя» \| 49 \| |           |   |
| Обычный заказ оружия оборачивается для главного героя, Фёдора, ловушкой, но ему удаётся спастись и попасть на Электрозаводскую. Когда Фёдор решает вернуться, он знакомится с Лодочником и загадочной девушкой Нелей. Их путь лежит через поверхность, рассечённую Яузой, где сидит легендарный монстр — Хозяин Яузы.                                                                                                |           |   |
| Место действия: Москва · Следующие: «Обмануть судьбу», «Спастись от себя» | 49        |   |

| Виктор Лебедев «Рождённые ползать» | июль 2014 | Р |
| \| Мальчик Миша впервые отправляется на поверхность, а вскоре оказывается вовлечён в разборки взрослых, претендующих на звание его отца. Их выяснение отношений изменит жизнь Миши и многих других навсегда. \| \| \| Место действия: Москва · Следующие: «Летящий вдаль», «Черноморье» \| 50 \| |           |   |
| Мальчик Миша впервые отправляется на поверхность, а вскоре оказывается вовлечён в разборки взрослых, претендующих на звание его отца. Их выяснение отношений изменит жизнь Миши и многих других навсегда.                                                                                        |           |   |
| Место действия: Москва · Следующие: «Летящий вдаль», «Черноморье» | 50        |   |

| Сергей Антонов «Рублёвка-2. Остров блаженных» | август 2014 | А |
| \| Анатолий Томский, герой трилогии «Московские туннели», объединяется в борьбе Юрия Корнилова против недовольной элиты, когда отправляется на Рублёвку в поисках лекарства для жителей станции имени Эрнесто Че Гевары. \| \| \| Место действия: Московская область, Москва · Предыдущие: «Московские туннели» (трилогия), «Рублёвка» · Следующие: «Рублёвка-3», «Высшая сила» \| 51 \| |             |   |
| Анатолий Томский, герой трилогии «Московские туннели», объединяется в борьбе Юрия Корнилова против недовольной элиты, когда отправляется на Рублёвку в поисках лекарства для жителей станции имени Эрнесто Че Гевары. |             |   |
| Место действия: Московская область, Москва · Предыдущие: «Московские туннели» (трилогия), «Рублёвка» · Следующие: «Рублёвка-3», «Высшая сила» | 51          |   |

| Никита Аверин «Крым-2. Остров головорезов» | сентябрь 2014 | Н |
| \| Во всех уголках Крыма происходят диверсии, покушения и другие потрясения. Жители бывшего полуострова винят во всём клан Листонош, хотя раньше относились к нему с уважением. Поиски так необходимых Бункеров Возрождения осложняются грядущей войной.[79] \| \| \| Место действия: Крым · Предыдущая: «Крым» · Следующая: «Крым-3» \| 52 \| |               |   |
| Во всех уголках Крыма происходят диверсии, покушения и другие потрясения. Жители бывшего полуострова винят во всём клан Листонош, хотя раньше относились к нему с уважением. Поиски так необходимых Бункеров Возрождения осложняются грядущей войной.                                                                                          |               |   |
| Место действия: Крым · Предыдущая: «Крым» · Следующая: «Крым-3» | 52            |   |

| Элона Демидова, Евгений Шкиль «Отступник» | октябрь 2014 | Д |
| \| Главный герой, Олег, спасает новорождённую дочь-мутантку от жестоких законов Миусской политии. Он бежит в Таганрог, а за ним по пятам идут бывшие друзья, чтобы покарать отступника и тех, к кому он примкнёт. \| \| \| Место действия: Таганрог, Миусский полуостров \| 53 \| |              |   |
| Главный герой, Олег, спасает новорождённую дочь-мутантку от жестоких законов Миусской политии. Он бежит в Таганрог, а за ним по пятам идут бывшие друзья, чтобы покарать отступника и тех, к кому он примкнёт.                                                                    |              |   |
| Место действия: Таганрог, Миусский полуостров | 53           |   |

| Туллио Аволедо «Крестовый поход детей» | ноябрь 2014 | И |
| \| Джон Дениэлс попадает в Миланский метрополитен, часть которого контролируется Сынами Гнева, ведущими войну против других сообществ и Созданий Ночи — разумных мутантов, способных на многое. Последний инквизитор Земли должен собрать окружающих его детей и всех остальных, чтобы пойти крестовым походом против жестокого врага[80][81][82][83]. \| \| \| Место действия: Милан · Предыдущая: «Корни небес» · Следующая: «Конклав тьмы» · Переводы: рус. ; пол. [6]; венг. [1] \| 54 \| |             |   |
| Джон Дениэлс попадает в Миланский метрополитен, часть которого контролируется Сынами Гнева, ведущими войну против других сообществ и Созданий Ночи — разумных мутантов, способных на многое. Последний инквизитор Земли должен собрать окружающих его детей и всех остальных, чтобы пойти крестовым походом против жестокого врага. |             |   |
| Место действия: Милан · Предыдущая: «Корни небес» · Следующая: «Конклав тьмы» · Переводы: рус. ; пол. ; венг. | 54          |   |

| Ольга Швецова «Ничей» | декабрь 2014 | О |
| \| Алексей Колмогоров выжил, хотя и подхватил лучевую болезнь. В родной бункер путь заказан. Мужчина отправляется в Москву, где выполняет заказы на убийства и пытается стать кому-то нужным, пока болезнь не взяла своё. \| \| \| Место действия: Московская область, Москва · Предыдущая: «Стоящий у двери» · Следующая: «Демон-хранитель» \| 55 \| |              |   |
| Алексей Колмогоров выжил, хотя и подхватил лучевую болезнь. В родной бункер путь заказан. Мужчина отправляется в Москву, где выполняет заказы на убийства и пытается стать кому-то нужным, пока болезнь не взяла своё. |              |   |
| Место действия: Московская область, Москва · Предыдущая: «Стоящий у двери» · Следующая: «Демон-хранитель» | 55           |   |

### 2015
| Кира Иларионова «Код зверя» | январь 2015 | З |
| \| Полярные Зори организуют экспедицию в Москву, пригласив с собой из Кеми лучшего охотника Вика. Вскоре с группой начинают происходить странные события, а охотник и цель экспедиции не так просты и ясны, как кажутся с первого взгляда. \| \| \| Место действия: Соловецкие острова, Карелия — Москва · Следующая: «Работа над ошибками» (рассказ) \| 56 \| |             |   |
| Полярные Зори организуют экспедицию в Москву, пригласив с собой из Кеми лучшего охотника Вика. Вскоре с группой начинают происходить странные события, а охотник и цель экспедиции не так просты и ясны, как кажутся с первого взгляда. |             |   |
| Место действия: Соловецкие острова, Карелия — Москва · Следующая: «Работа над ошибками» (рассказ) | 56          |   |

| Игорь Вардунас «Последний поход» | февраль 2015 | Н |
| \| Выжившие после бойни в Антарктиде Лера и товарищи пытаются выбраться с ледяного материка. По сигналу бедствия на Новолазаревскую приплывает корейский танкер, который помогает починить повреждённый атомоход. Вместе с этим у Леры и команды появляется новая надежда и цель — добраться до Хранилища Судного Дня, что находится на Шпицбергене.[84] \| \| \| Место действия: Антарктида — Дигнидад — Фарерские острова — Шпицберген · Предыдущая: «Ледяной плен» · Следующие: «Путь проклятых», «Слепая тропа» \| 57 \| |              |   |
| Выжившие после бойни в Антарктиде Лера и товарищи пытаются выбраться с ледяного материка. По сигналу бедствия на Новолазаревскую приплывает корейский танкер, который помогает починить повреждённый атомоход. Вместе с этим у Леры и команды появляется новая надежда и цель — добраться до Хранилища Судного Дня, что находится на Шпицбергене. |              |   |
| Место действия: Антарктида — Дигнидад — Фарерские острова — Шпицберген · Предыдущая: «Ледяной плен» · Следующие: «Путь проклятых», «Слепая тропа» | 57           |   |

| Татьяна Живова, Алексей Матвеичев, Павел Гаврилов «Джульетта без имени» | март 2015 | А |
| \| Сталкер Бауманского Альянса Восток берётся выполнить задание браминов Полиса — добыть для них живого скавена (крысочеловека), закрытые от людей общины которых располагаются от Петровско-Разумовской до Алтуфьева. Он и предположить не мог, что это задание перевернёт его жизнь. \| \| \| Место действия: Москва · Предыдущая: «Пасынки Третьего Рима» (приквел) · Следующая: «Сердце морры» (пишется) \| 58 \| |           |   |
| Сталкер Бауманского Альянса Восток берётся выполнить задание браминов Полиса — добыть для них живого скавена (крысочеловека), закрытые от людей общины которых располагаются от Петровско-Разумовской до Алтуфьева. Он и предположить не мог, что это задание перевернёт его жизнь. |           |   |
| Место действия: Москва · Предыдущая: «Пасынки Третьего Рима» (приквел) · Следующая: «Сердце морры» (пишется) | 58        |   |

| Вячеслав Бакулин (редактор-составитель) «Сказки апокалипсиса» (антология) | апрель 2015 | Я |
| \| Третья антология, посвящённая различным мифам и сказкам постапокалиптического мира. Включает рассказ «Короче, все умерли» от главного редактора серии Вячеслава Бакулина. \| \| \| Место действия: Москва, Тверская область, Вязьма, Санкт-Петербург, Ленинградская область, Московская область, Адыгея, Краснодар, Екатеринбург · Предыдущие: «Последнее убежище», «Сумрак в конце туннеля» · Следующие: «О чём молчат выжившие», «Холодное пламя жизни», «Они не те, кем кажутся» · См. также: «В свете костра», «Шёпоты убиенных», «Эхо умершего мира», «В руинах» (польские антологии) \| 59 \| |             |   |
| Третья антология, посвящённая различным мифам и сказкам постапокалиптического мира. Включает рассказ «Короче, все умерли» от главного редактора серии Вячеслава Бакулина. |             |   |
| Место действия: Москва, Тверская область, Вязьма, Санкт-Петербург, Ленинградская область, Московская область, Адыгея, Краснодар, Екатеринбург · Предыдущие: «Последнее убежище», «Сумрак в конце туннеля» · Следующие: «О чём молчат выжившие», «Холодное пламя жизни», «Они не те, кем кажутся» · См. также: «В свете костра», «Шёпоты убиенных», «Эхо умершего мира», «В руинах» (польские антологии) | 59          |   |

| Дмитрий Ермаков, Анастасия Осипова «Третья сила» | май 2015 |  |
| \| Это история взросления и становления обычной девушки, Елены Рысевой, в декорациях политических и военных интриг Альянса Оккервиля и Империи Веган. Лену и её друзей ждут боль и долгий тяжёлый путь, что они пройдут смело и достойно, как и полагается настоящим сталкерам. \| \| \| Место действия: Санкт-Петербург · Следующие: «Площадь Мужества», «Ладога» \| 60 \| |          |  |
| Это история взросления и становления обычной девушки, Елены Рысевой, в декорациях политических и военных интриг Альянса Оккервиля и Империи Веган. Лену и её друзей ждут боль и долгий тяжёлый путь, что они пройдут смело и достойно, как и полагается настоящим сталкерам.                                                                                                |          |  |
| Место действия: Санкт-Петербург · Следующие: «Площадь Мужества», «Ладога» | 60       |  |

| Евгений Шкиль «Гонка по кругу» | июнь 2015 | С |
| \| Обычный человек случайно становится воином фюрера, из Рейха сбегает эксцентричная сестра гауляйтера, которую пытается вернуть наёмник Феликс Фольгер, а в Москву с далёкого Урала прибывает Кухулин — человек с недоступными обычным людям способностями и специфичным мировоззрением, желающий взглянуть на кремлёвские звёзды. Их судьбы тесно переплетаются в жестокой игре — гонки на выживание по Кольцевой линии, где каждый участвует по своим мотивам. \| \| \| Место действия: Москва · Предыдущая: «Явление святого Эрнесто» (рассказ) \| 61 \| |           |   |
| Обычный человек случайно становится воином фюрера, из Рейха сбегает эксцентричная сестра гауляйтера, которую пытается вернуть наёмник Феликс Фольгер, а в Москву с далёкого Урала прибывает Кухулин — человек с недоступными обычным людям способностями и специфичным мировоззрением, желающий взглянуть на кремлёвские звёзды. Их судьбы тесно переплетаются в жестокой игре — гонки на выживание по Кольцевой линии, где каждый участвует по своим мотивам.                                                                                               |           |   |
| Место действия: Москва · Предыдущая: «Явление святого Эрнесто» (рассказ) | 61        |   |

| Никита Аверин «Крым-3. Пепел империй» | июль 2015 | А |
| \| Листоноши, добравшись до материка, разделяются — одна из групп пытается добраться до одного из Бункеров Возрождения, пройдя через Киев и Минск. Вторая возвращается в Крым и борется с врагом, уже разделившим остров и пытающимся его уничтожить. \| \| \| Место действия: Крым, Херсон — Киев — Минск · Предыдущие: «Крым», «Крым-2» \| 62 \| |           |   |
| Листоноши, добравшись до материка, разделяются — одна из групп пытается добраться до одного из Бункеров Возрождения, пройдя через Киев и Минск. Вторая возвращается в Крым и борется с врагом, уже разделившим остров и пытающимся его уничтожить.                                                                                                 |           |   |
| Место действия: Крым, Херсон — Киев — Минск · Предыдущие: «Крым», «Крым-2» | 62        |   |

| Анна Калинкина «Обмануть судьбу» | август 2015 | Г |
| \| Группа наёмных сталкеров отправляется на разведку в отрезанный от Большого Метро участок «Текстильщики» — «Рязанский проспект». Добравшись до станций, сталкеры исследуют таинственный и пугающий Кузьминский лесопарк, а также распутывают интриги, что плетут местные жители. \| \| \| Место действия: Москва · Предыдущая: «Хозяин Яузы» · Следующая: «Спастись от себя» \| 63 \| |             |   |
| Группа наёмных сталкеров отправляется на разведку в отрезанный от Большого Метро участок «Текстильщики» — «Рязанский проспект». Добравшись до станций, сталкеры исследуют таинственный и пугающий Кузьминский лесопарк, а также распутывают интриги, что плетут местные жители. |             |   |
| Место действия: Москва · Предыдущая: «Хозяин Яузы» · Следующая: «Спастись от себя» | 63          |   |

| Игорь Осипов «Лешие не умирают» | сентябрь 2015 | А |
| \| Маленький городок Духовщина подвергается нападению летающих за счёт электростатики медуз, и лидер общины, Леший, принимает решение оставить город и переселиться в другое место. Вместе с ещё одним жителем общины он связывается с Республикой объединённых убежищ в Смоленске, и те помогают устроить эвакуацию. \| \| \| Место действия: Смоленск, Смоленская область · Предыдущая: «Измеритель» \| 64 \| |               |   |
| Маленький городок Духовщина подвергается нападению летающих за счёт электростатики медуз, и лидер общины, Леший, принимает решение оставить город и переселиться в другое место. Вместе с ещё одним жителем общины он связывается с Республикой объединённых убежищ в Смоленске, и те помогают устроить эвакуацию.                                                                                              |               |   |
| Место действия: Смоленск, Смоленская область · Предыдущая: «Измеритель» | 64            |   |

| Виктор Лебедев «Летящий вдаль» | октябрь 2015 | , |
| \| Байкер Ямаха возвращается из Москвы в родной город Волгодонск, откуда из-за проклятия больше не может выбраться. В городе терпит крушение дирижабль москвичей, и Ямаха пытается вместе с выжившими после падения восстановить его и с его помощью убраться из города, однако это не так-то просто — дирижабль хочет использовать в своих целях крупная община, а один из выживших после падения пропал. \| \| \| Место действия: Москва, Московская область, Волгодонск, Калуга, Калужская область · Предыдущая: «Рождённые ползать» · Следующая: «Черноморье» \| 65 \| |              |   |
| Байкер Ямаха возвращается из Москвы в родной город Волгодонск, откуда из-за проклятия больше не может выбраться. В городе терпит крушение дирижабль москвичей, и Ямаха пытается вместе с выжившими после падения восстановить его и с его помощью убраться из города, однако это не так-то просто — дирижабль хочет использовать в своих целях крупная община, а один из выживших после падения пропал. |              |   |
| Место действия: Москва, Московская область, Волгодонск, Калуга, Калужская область · Предыдущая: «Рождённые ползать» · Следующая: «Черноморье» | 65           |   |

| Валерий Пылаев «Выборг» | ноябрь 2015 |  |
| \| Группа сталкеров, ведомая Барсом, пытаясь доплыть до Финляндии, попадает в Выборг, где вступает в борьбу с Культом Зверя — мощной сектой, управляемой верховным жрецом Фенриром, который, по слухам, может управлять волками. \| \| \| Место действия: Выборг, Ленинградская область, Финляндия \| 66 \| |             |  |
| Группа сталкеров, ведомая Барсом, пытаясь доплыть до Финляндии, попадает в Выборг, где вступает в борьбу с Культом Зверя — мощной сектой, управляемой верховным жрецом Фенриром, который, по слухам, может управлять волками.                                                                               |             |  |
| Место действия: Выборг, Ленинградская область, Финляндия | 66          |  |

| Сергей Семенов «Чужими глазами» | декабрь 2015 | П |
| \| Нижний Новгород на пороге большой войны между двумя крупными общинами, делящими город пополам. Отшельник Аркан вместе с другом ищет своего сына, пропавшего во время боевой операции. Его приписывают к отряду Московской общины, направляющемуся на другой берег Волги с целью проинспектировать недавно захваченные объекты. Их обвиняют в измене, и поиски сына становятся гораздо труднее. \| \| \| Место действия: Нижний Новгород, Нижегородская область \| 67 \| |              |   |
| Нижний Новгород на пороге большой войны между двумя крупными общинами, делящими город пополам. Отшельник Аркан вместе с другом ищет своего сына, пропавшего во время боевой операции. Его приписывают к отряду Московской общины, направляющемуся на другой берег Волги с целью проинспектировать недавно захваченные объекты. Их обвиняют в измене, и поиски сына становятся гораздо труднее.                                                                             |              |   |
| Место действия: Нижний Новгород, Нижегородская область | 67           |   |

### 2016
| Андрей Буторин «Подземный Доктор» | январь 2016 | Р |
| \| Некий Подземный Доктор, способный создавать гибриды людей и животных при помощи чудо-геля и обладающий армией таких существ, ведёт свою игру в постьядерном Устюге. А мутант Глеб, который играет ключевую роль во всем происходящем, в это время отправляется в дальнюю деревню навестить друга. \| \| \| Место действия: Великий Устюг, Вологодская область · Предыдущая: «Мутант» · Следующая: «Хозяин города монстров» \| 68 \| |             |   |
| Некий Подземный Доктор, способный создавать гибриды людей и животных при помощи чудо-геля и обладающий армией таких существ, ведёт свою игру в постьядерном Устюге. А мутант Глеб, который играет ключевую роль во всем происходящем, в это время отправляется в дальнюю деревню навестить друга. |             |   |
| Место действия: Великий Устюг, Вологодская область · Предыдущая: «Мутант» · Следующая: «Хозяин города монстров» | 68          |   |

| Дмитрий Манасыпов «К далёкому синему морю» | февраль 2016 | И |
| \| Получив от Даши Дармовой координаты места, где живут его родственники, главный герой (Морхольд) отправляется в путь. При этом его преследует монстр, желающий отомстить наёмнику за прошлые обиды. \| \| \| Место действия: Самарская область — Краснодарский край · Предыдущая: «Дорога стали и надежды» · Следующая: «За ледяными облаками» (параллельно) \| 69 \| |              |   |
| Получив от Даши Дармовой координаты места, где живут его родственники, главный герой (Морхольд) отправляется в путь. При этом его преследует монстр, желающий отомстить наёмнику за прошлые обиды. |              |   |
| Место действия: Самарская область — Краснодарский край · Предыдущая: «Дорога стали и надежды» · Следующая: «За ледяными облаками» (параллельно) | 69           |   |

| Ринат Таштабанов «Обратный отсчёт» | март 2016 | Н |
| \| Спустя три года после ядерной войны молодого парня по имени Сергей Сухов начальник подольского убежища (Батя) посылает на верную смерть, но тот возвращается с новым оружием, новым прозвищем и новой способностью. Но его присутствие мешает Бате, и Батя решает избавиться от героя вновь. \| \| \| Место действия: Московская область, Москва · Следующая: «Воскрешая мёртвых» \| 70 \| |           |   |
| Спустя три года после ядерной войны молодого парня по имени Сергей Сухов начальник подольского убежища (Батя) посылает на верную смерть, но тот возвращается с новым оружием, новым прозвищем и новой способностью. Но его присутствие мешает Бате, и Батя решает избавиться от героя вновь.                                                                                                  |           |   |
| Место действия: Московская область, Москва · Следующая: «Воскрешая мёртвых» | 70        |   |

| Игорь Вардунас «Путь проклятых» | апрель 2016 | Я |
| \| Продолжение серии Игоря Вардунаса. Россияне, живущие на Фарерских островах, решают отправиться на своей подводной лодке на родину, в Пионерск. Их ждут новые приключения, неожиданные известия и знаковые встречи. А в конце — родная община. Но подводники не знают, примет ли она их спустя столько месяцев. \| \| \| Место действия: Фарерские острова — Пионерск · Предыдущие: «Ледяной плен», «Последний поход» · Следующая: «Слепая тропа» \| 71 \| |             |   |
| Продолжение серии Игоря Вардунаса. Россияне, живущие на Фарерских островах, решают отправиться на своей подводной лодке на родину, в Пионерск. Их ждут новые приключения, неожиданные известия и знаковые встречи. А в конце — родная община. Но подводники не знают, примет ли она их спустя столько месяцев. |             |   |
| Место действия: Фарерские острова — Пионерск · Предыдущие: «Ледяной плен», «Последний поход» · Следующая: «Слепая тропа» | 71          |   |

| Роберт Шмидт «Бездна» | май 2016 | Т |
| \| Немого, сына главного героя в анклаве Иного, держат лишь из-за авторитета его отца, Учителя. Но однажды придуманная им ловушка для собак-мутантов приводит к смерти напарницы Белого, главы анклава. Тот велит, чтобы Немой работал наравне со всеми на поверхности. Учитель не может этого допустить и решает бежать из анклава Иного. И есть цель — Башня, символ надежды постъядерного Вроцлава. Туда и решают идти отец и сын, ещё не зная, к чему это приведёт. \| \| \| Место действия: Вроцлав · Следующие: «Башня» (пол. [6]), «Великан» (пол. [85]) · Переводы: рус. ; венг. [1] \| 72 \| |          |   |
| Немого, сына главного героя в анклаве Иного, держат лишь из-за авторитета его отца, Учителя. Но однажды придуманная им ловушка для собак-мутантов приводит к смерти напарницы Белого, главы анклава. Тот велит, чтобы Немой работал наравне со всеми на поверхности. Учитель не может этого допустить и решает бежать из анклава Иного. И есть цель — Башня, символ надежды постъядерного Вроцлава. Туда и решают идти отец и сын, ещё не зная, к чему это приведёт. |          |   |
| Место действия: Вроцлав · Следующие: «Башня» (пол. ), «Великан» (пол. ) · Переводы: рус. ; венг. | 72       |   |

| Юрий Уленгов «Грань человечности» | июнь 2016 | Ь |
| \| Когда медведи-шатуны разоряют заимку лесника Захара, он решает покончить с отшельничеством и вернуться к цивилизации. Лесник отправляется в Иркутск, ближайший крупный город. Но чтобы дойти туда, ему и другим приходится снова и снова выбирать между звериной жестокостью и полузабытой человечностью. \| \| \| Место действия: Иркутская область, Иркутск \| 73 \| |           |   |
| Когда медведи-шатуны разоряют заимку лесника Захара, он решает покончить с отшельничеством и вернуться к цивилизации. Лесник отправляется в Иркутск, ближайший крупный город. Но чтобы дойти туда, ему и другим приходится снова и снова выбирать между звериной жестокостью и полузабытой человечностью.                                                                 |           |   |
| Место действия: Иркутская область, Иркутск | 73        |   |

| Мария Стрелова «Изоляция» | июль 2016 |  |
| \| Люди живут в бункере Гуманитарного института, в полной изоляции от остального мира. Марина Алексеева, замначальника бункера, не может допустить, чтобы её подопечные надолго покидали убежище, ведь иначе придётся заплатить слишком высокую цену за тайну, которую она хранит вот уже двадцать лет. \| \| \| Место действия: Москва, Московская область · Следующие: «Нас больше нет», «Призраки прошлого» \| 74 \| |           |  |
| Люди живут в бункере Гуманитарного института, в полной изоляции от остального мира. Марина Алексеева, замначальника бункера, не может допустить, чтобы её подопечные надолго покидали убежище, ведь иначе придётся заплатить слишком высокую цену за тайну, которую она хранит вот уже двадцать лет. |           |  |
| Место действия: Москва, Московская область · Следующие: «Нас больше нет», «Призраки прошлого» | 74        |  |

### 2017
| Ольга Швецова «Демон-хранитель» | февраль 2017 | У |
| \| Чужак, найденный в лесу, оказывается не самым приятным типом, но жизнь в лесной общине меняет его взгляды. Но не принципы. Он по-прежнему хочет свести счёты с бункером в Жуковском во что бы то ни стало. \| \| \| Место действия: Московская область, Москва · Предыдущие: «Стоящий у двери», «Ничей» \| 75 \| |              |   |
| Чужак, найденный в лесу, оказывается не самым приятным типом, но жизнь в лесной общине меняет его взгляды. Но не принципы. Он по-прежнему хочет свести счёты с бункером в Жуковском во что бы то ни стало. |              |   |
| Место действия: Московская область, Москва · Предыдущие: «Стоящий у двери», «Ничей» | 75           |   |

| Шамиль Алтамиров «Степной дракон» | март 2017 | Ч |
| \| На селение скотоводов нападают вертухаи Айдахара — или того, кто скрывается под именем степного дракона. Тех, кто выжил, они увозят на свою базу, а единственный оставшийся на свободе юноша (Назар) решает спасти схваченную айдахаровцами сестру. Он объединяется со старым воином (Басмачом), который собирается отомстить, и отправляется по следу атомного бронепоезда. \| \| \| Место действия: Восточно-Казахстанская область, Усть-Каменогорск, Павлодарская область · См. также: «Кочевник» \| 76 \| |           |   |
| На селение скотоводов нападают вертухаи Айдахара — или того, кто скрывается под именем степного дракона. Тех, кто выжил, они увозят на свою базу, а единственный оставшийся на свободе юноша (Назар) решает спасти схваченную айдахаровцами сестру. Он объединяется со старым воином (Басмачом), который собирается отомстить, и отправляется по следу атомного бронепоезда. |           |   |
| Место действия: Восточно-Казахстанская область, Усть-Каменогорск, Павлодарская область · См. также: «Кочевник» | 76        |   |

| Наиль Выборнов «Переход» | апрель 2017 | А |
| \| Мародёру Нельсону велено узнать, что случилось с отрядом «Булат» (в ведомстве Конфедерации), ушедшему к «ДК „Энергетик“», но вовремя не вышедшему на связь. Нельсон отправляется туда, на другой конец города, ещё не зная, что давно ожидаемая война крупнейших группировок в ближайшее время начнётся. \| \| \| Место действия: Набережные Челны · Следующие: «Переход-2», «На пепелищах наших домов» \| 77 \| |             |   |
| Мародёру Нельсону велено узнать, что случилось с отрядом «Булат» (в ведомстве Конфедерации), ушедшему к «ДК „Энергетик“», но вовремя не вышедшему на связь. Нельсон отправляется туда, на другой конец города, ещё не зная, что давно ожидаемая война крупнейших группировок в ближайшее время начнётся. |             |   |
| Место действия: Набережные Челны · Следующие: «Переход-2», «На пепелищах наших домов» | 77          |   |

| Юрий Харитонов «На краю пропасти» | май 2017 | С |
| \| Вскоре после войны учёные попытались изобрести препарат, способный сделать человека невосприимчивым к радиации. Но эксперимент пошёл не так, и спустя двадцать лет нечто угрожает всему живому в Москве и окрестностях. Военный врач Игорь Потёмкин идёт в столицу, куда отправился вместе с семьёй, но потерял её. Он застревает в Юрьеве-Польском, где узнаёт об учёных и эксперименте. Лишь благодаря мрачным событиям в городке ему и ещё нескольким людям удаётся сбежать, однако погоня уже в пути. \| \| \| Место действия: Владимирская область, Московская область, Москва · Предыдущая: «Своя душа — потёмки» (рассказ) · Следующие: «Приют забытых душ», «Смерть октановых богов» \| 78 \| |          |   |
| Вскоре после войны учёные попытались изобрести препарат, способный сделать человека невосприимчивым к радиации. Но эксперимент пошёл не так, и спустя двадцать лет нечто угрожает всему живому в Москве и окрестностях. Военный врач Игорь Потёмкин идёт в столицу, куда отправился вместе с семьёй, но потерял её. Он застревает в Юрьеве-Польском, где узнаёт об учёных и эксперименте. Лишь благодаря мрачным событиям в городке ему и ещё нескольким людям удаётся сбежать, однако погоня уже в пути. |          |   |
| Место действия: Владимирская область, Московская область, Москва · Предыдущая: «Своя душа — потёмки» (рассказ) · Следующие: «Приют забытых душ», «Смерть октановых богов» | 78       |   |

| Денис Шабалов «Право на месть» | июнь 2017 | Т |
| \| Данил Добрынин возвращается в Убежище. Оно разрушено Береговым Братством и теперь обезлюдело. Потеряв родной дом, сталкер решает отомстить вероломной организации. Он отправляется искать союзников, чтобы дать бой врагу, и путь его лежит в Пензу[86]. \| \| \| Место действия: Пензенская область, Пенза · Предыдущие: «Право на силу», «Право на жизнь» · Переводы: пол. [6] \| 79 \| |           |   |
| Данил Добрынин возвращается в Убежище. Оно разрушено Береговым Братством и теперь обезлюдело. Потеряв родной дом, сталкер решает отомстить вероломной организации. Он отправляется искать союзников, чтобы дать бой врагу, и путь его лежит в Пензу. |           |   |
| Место действия: Пензенская область, Пенза · Предыдущие: «Право на силу», «Право на жизнь» · Переводы: пол. | 79        |   |

| Павел Макаров «Перекрёстки судьбы» | июль 2017 | И |
| \| Двое молодых людей из общины, уцелевшей в подвалах Коломенского, решают дойти до метро. Им приходится взять с собой двух девушек. И примерно в то же время отправляется в путешествие по реке один из выживших со станции Деловой центр. Вскоре пути этих героев пересекаются. \| \| \| Место действия: Москва, Нижегородская область \| 80 \| |           |   |
| Двое молодых людей из общины, уцелевшей в подвалах Коломенского, решают дойти до метро. Им приходится взять с собой двух девушек. И примерно в то же время отправляется в путешествие по реке один из выживших со станции Деловой центр. Вскоре пути этих героев пересекаются.                                                                    |           |   |
| Место действия: Москва, Нижегородская область | 80        |   |

| Сергей Антонов «Рублёвка-3. Книга Мёртвых» | август 2017 | Е |
| \| Битва против Корнилова проиграна, однако интриги среди выжившей богемы продолжаются. Стремление вернуть былой строй усложняется, когда Жуковку со всех сторон атакуют мутанты разных видов, и теперь важнее просто выжить. \| \| \| Место действия: Московская область, Москва · Предыдущие: «Московские туннели» (трилогия), «Рублёвка», «Рублёвка-2» · Следующая: «Высшая сила» \| 81 \| |             |   |
| Битва против Корнилова проиграна, однако интриги среди выжившей богемы продолжаются. Стремление вернуть былой строй усложняется, когда Жуковку со всех сторон атакуют мутанты разных видов, и теперь важнее просто выжить. |             |   |
| Место действия: Московская область, Москва · Предыдущие: «Московские туннели» (трилогия), «Рублёвка», «Рублёвка-2» · Следующая: «Высшая сила» | 81          |   |

| Татьяна Живова «Пасынки Третьего Рима» | сентябрь 2017 |  |
| \| Молодой скавен по имени Марк О’Хмара неожиданно для себя попадает в рабство, где знакомится с ровесником-человеком Костей. Их отношения перерастают в крепкую дружбу, они начинают доверять друг другу, несмотря на то, что их виды враждуют. Друзья собираются сбежать, но на их пути встречается множество препятствий. \| \| \| Место действия: Москва, Московская область · Следующие: «Джульетта без имени», «Сердце морры» (пишется) \| 82 \| |               |  |
| Молодой скавен по имени Марк О’Хмара неожиданно для себя попадает в рабство, где знакомится с ровесником-человеком Костей. Их отношения перерастают в крепкую дружбу, они начинают доверять друг другу, несмотря на то, что их виды враждуют. Друзья собираются сбежать, но на их пути встречается множество препятствий. |               |  |
| Место действия: Москва, Московская область · Следующие: «Джульетта без имени», «Сердце морры» (пишется) | 82            |  |

| Сергей Москвин «Пифия» | октябрь 2017 | В |
| \| Наёмнице Гончей поручено доставить к загадочному человеку по кличке Стратег автора странных рисунков, которым оказывается маленькая девочка по имени Майка. Вскоре выясняется, что женщина не может относиться к ребёнку как к обычному заказу, а сама девочка способна предсказывать будущее. Вот только чем больше Майка пользуется своим даром, тем сильнее убеждается в том, что оно может никогда не наступить — мутировавший гигантский червь прорывается из глубин в метро и охотится за ней. Объединившись Гончая, Майка и Стратег отправляются в долгий и опасный путь, чтобы спасти жителей Московского метро, а может быть и всё человечество. \| \| \| Место действия: Москва, Московская область · Следующие: «Пифия-2», «Пифия-3» (пишется) · См. также: «Увидеть Солнце», «Голод» \| 83 \| |              |   |
| Наёмнице Гончей поручено доставить к загадочному человеку по кличке Стратег автора странных рисунков, которым оказывается маленькая девочка по имени Майка. Вскоре выясняется, что женщина не может относиться к ребёнку как к обычному заказу, а сама девочка способна предсказывать будущее. Вот только чем больше Майка пользуется своим даром, тем сильнее убеждается в том, что оно может никогда не наступить — мутировавший гигантский червь прорывается из глубин в метро и охотится за ней. Объединившись Гончая, Майка и Стратег отправляются в долгий и опасный путь, чтобы спасти жителей Московского метро, а может быть и всё человечество. |              |   |
| Место действия: Москва, Московская область · Следующие: «Пифия-2», «Пифия-3» (пишется) · См. также: «Увидеть Солнце», «Голод» | 83           |   |

| Алексей Доронин «Логово» | ноябрь 2017 |  |
| \| В посёлке Мирный всё спокойно. Разве что иногда кто-то загадочным образом пропадает. Однажды в посёлок приезжают военные. Им нужен проводник в вирусологический центр НИИ микробиологии МО РФ, и на эту роль подходит Николай Малютин, главный герой. Они отправляются в экспедицию к Сергиеву Посаду-6, и там находится ответ на давно заданные вопросы. \| \| \| Место действия: Московская область, Сергиев Посад; Москва, Тихий океан, Охотское море \| 84 \| |             |  |
| В посёлке Мирный всё спокойно. Разве что иногда кто-то загадочным образом пропадает. Однажды в посёлок приезжают военные. Им нужен проводник в вирусологический центр НИИ микробиологии МО РФ, и на эту роль подходит Николай Малютин, главный герой. Они отправляются в экспедицию к Сергиеву Посаду-6, и там находится ответ на давно заданные вопросы. |             |  |
| Место действия: Московская область, Сергиев Посад; Москва, Тихий океан, Охотское море | 84          |  |

| Андрей Буторин «Хозяин города монстров» | декабрь 2017 | К |
| \| Жизнь в Великом Устюге стала спокойной, насколько это вообще возможно в полуразрушенном постапокалиптическом городе. Однако за спокойную жизнь снова приходится бороться главным героям, ведь в соседней Лузе появился тот, кто назвал себя «хозяином города монстров». И в его планы входит захват власти в соседнем городе. \| \| \| Место действия: Вологодская область, Кировская область · Предыдущие: «Мутант», «Подземный Доктор» \| 85 \| |              |   |
| Жизнь в Великом Устюге стала спокойной, насколько это вообще возможно в полуразрушенном постапокалиптическом городе. Однако за спокойную жизнь снова приходится бороться главным героям, ведь в соседней Лузе появился тот, кто назвал себя «хозяином города монстров». И в его планы входит захват власти в соседнем городе. |              |   |
| Место действия: Вологодская область, Кировская область · Предыдущие: «Мутант», «Подземный Доктор» | 85           |   |

### 2018
| Сурен Цормудян «Край земли. Затерянный рай» | январь 2018 | О |
| \| Первый том романа «Край земли». Международная группа вулканологов из России, Италии и США переживают крушение вертолёта на берегу бухты Крашенинникова. Итальянец и американка вынуждены скрывать своё гражданство на протяжении двадцати лет, из-за чего вулканологи живут обособленно от ближайшей общины. Однако пробуждение вулкана Авача вносит серьёзные изменения в устоявшуюся жизнь всех выживших на берегу бухты. \| \| \| Место действия: Камчатский край · Следующая: «Край земли-2. Огонь и пепел» · См. также: «Странник», «Наследие предков» \| 86 \| |             |   |
| Первый том романа «Край земли». Международная группа вулканологов из России, Италии и США переживают крушение вертолёта на берегу бухты Крашенинникова. Итальянец и американка вынуждены скрывать своё гражданство на протяжении двадцати лет, из-за чего вулканологи живут обособленно от ближайшей общины. Однако пробуждение вулкана Авача вносит серьёзные изменения в устоявшуюся жизнь всех выживших на берегу бухты. |             |   |
| Место действия: Камчатский край · Следующая: «Край земли-2. Огонь и пепел» · См. также: «Странник», «Наследие предков» | 86          |   |

| Вячеслав Бакулин (редактор-составитель) «О чём молчат выжившие» (антология) | февраль 2018 | Т |
| \| Четвёртый сборник рассказов стал результатом конкурса «О чём молчат сталкеры?», участникам которого предлагалось ответить на данный вопрос. Лучшие работы вошли в состав антологии. \| \| \| Место действия: Москва, Екатеринбург, Брянская область, Московская область, Ленинградская область, Самара, Алма-Ата, Краснодарский край, Луганск, Псков, Якутия, Самарская область, Ивановская область, Владимирская область, Омск · Предыдущие: «Последнее убежище», «Сумрак в конце туннеля», «Сказки апокалипсиса» · Следующие: «Холодное пламя жизни», «Они не те, кем кажутся» · См. также: «В свете костра», «Шёпоты убиенных», «Эхо умершего мира», «В руинах» (польские антологии) \| 87 \| |              |   |
| Четвёртый сборник рассказов стал результатом конкурса «О чём молчат сталкеры?», участникам которого предлагалось ответить на данный вопрос. Лучшие работы вошли в состав антологии. |              |   |
| Место действия: Москва, Екатеринбург, Брянская область, Московская область, Ленинградская область, Самара, Алма-Ата, Краснодарский край, Луганск, Псков, Якутия, Самарская область, Ивановская область, Владимирская область, Омск · Предыдущие: «Последнее убежище», «Сумрак в конце туннеля», «Сказки апокалипсиса» · Следующие: «Холодное пламя жизни», «Они не те, кем кажутся» · См. также: «В свете костра», «Шёпоты убиенных», «Эхо умершего мира», «В руинах» (польские антологии) | 87           |   |

| Анна Калинкина «Спастись от себя» | март 2018 | О |
| \| Сталкер Сергей Истомин по прозвищу Датчанин не дорожит своей жизнью после смерти жены и ввязывается в самые опасные передряги. Он не дорожит своей судьбой, но есть девушка, которой он далеко не безразличен. Несмотря на различия между ними, она берётся помочь измаявшемуся человеку спастись от самого себя. \| \| \| Место действия: Москва · Предыдущие: «Хозяин Яузы», «Обмануть судьбу» \| 88 \| |           |   |
| Сталкер Сергей Истомин по прозвищу Датчанин не дорожит своей жизнью после смерти жены и ввязывается в самые опасные передряги. Он не дорожит своей судьбой, но есть девушка, которой он далеко не безразличен. Несмотря на различия между ними, она берётся помочь измаявшемуся человеку спастись от самого себя.                                                                                            |           |   |
| Место действия: Москва · Предыдущие: «Хозяин Яузы», «Обмануть судьбу» | 88        |   |

| Сурен Цормудян «Край земли-2. Огонь и пепел» | апрель 2018 | Р |
| \| Второй том романа «Край земли». Пока Михаил Крашенинников пытается убедить американцев не воевать с приморским квартетом словом, а военные обеих общин — Евгений Сапрыкин и Рон Джонсон — обеспечивают мир своими силами, в Авачинскую бухту вторгаются бескомпромиссные «джокеры». Между тем извержение Авачи приближается вплотную. \| \| \| Место действия: Камчатский край · Предыдущая: «Край земли. Затерянный рай» · См. также: «Странник», «Наследие предков» \| 89 \| |             |   |
| Второй том романа «Край земли». Пока Михаил Крашенинников пытается убедить американцев не воевать с приморским квартетом словом, а военные обеих общин — Евгений Сапрыкин и Рон Джонсон — обеспечивают мир своими силами, в Авачинскую бухту вторгаются бескомпромиссные «джокеры». Между тем извержение Авачи приближается вплотную. |             |   |
| Место действия: Камчатский край · Предыдущая: «Край земли. Затерянный рай» · См. также: «Странник», «Наследие предков» | 89          |   |

| Сергей Чехин «Спящий страж» | май 2018 | О |
| \| После отключения Рубежа выжившие Самарского метрополитена замечают к югу от города белый купол, откуда нет возврата. Неудачная стычка с мутантом-психоморфом вынуждает сталкера Владислава Бронина уйти внутрь аномалии. Дочь Арина не может бросить отца в беде и с помощью легендарного бродяги Егора Ежова по прозвищу Ёж отправляется за ним. \| \| \| Место действия: Самара, Самарская область · Предыдущая: «Не сегодня» (рассказ) \| 90 \| |          |   |
| После отключения Рубежа выжившие Самарского метрополитена замечают к югу от города белый купол, откуда нет возврата. Неудачная стычка с мутантом-психоморфом вынуждает сталкера Владислава Бронина уйти внутрь аномалии. Дочь Арина не может бросить отца в беде и с помощью легендарного бродяги Егора Ежова по прозвищу Ёж отправляется за ним. |          |   |
| Место действия: Самара, Самарская область · Предыдущая: «Не сегодня» (рассказ) | 90       |   |

| Сергей Москвин «Пифия-2. В грязи и крови» | июнь 2018 | Й |
| \| После взрыва в Люберцах в живых остаётся, как она знает, только Гончая. Не найдя в развалинах тела приёмной дочери, она возвращается в метро, где попадает в плен. Однако она сохраняет жажду мести и вскоре начинает борьбу за свободу и выживание. \| \| \| Место действия: Москва · Предыдущая: «Пифия» · Следующая: «Пифия-3» · См. также: «Увидеть Солнце», «Голод» \| 91 \| |           |   |
| После взрыва в Люберцах в живых остаётся, как она знает, только Гончая. Не найдя в развалинах тела приёмной дочери, она возвращается в метро, где попадает в плен. Однако она сохраняет жажду мести и вскоре начинает борьбу за свободу и выживание. |           |   |
| Место действия: Москва · Предыдущая: «Пифия» · Следующая: «Пифия-3» · См. также: «Увидеть Солнце», «Голод» | 91        |   |

| Мария Стрелова «Нас больше нет» | июль 2018 |  |
| \| Возвращение Марины Алексеевой в родные Мытищи и последующее рождение почти обычного ребёнка даёт ближайшему бункеру необычно познавательные материалы. Они становятся предметом интереса главы соседней воинской части, полковника Рябушева, который решает пойти в наступление на выживших в городе, чтобы, не заботясь об их мнении и желаниях, спасти человечество, для чего ему и нужны дневник бывшей помощницы начальника раменского бункера и её ребёнок. Разменной монетой в его игре становится Женя Коровин — сын начальника бункера КБ АТО. \| \| \| Место действия: Мытищи, Москва · Предыдущая: «Изоляция» · Следующая: «Призраки прошлого» \| 92 \| |           |  |
| Возвращение Марины Алексеевой в родные Мытищи и последующее рождение почти обычного ребёнка даёт ближайшему бункеру необычно познавательные материалы. Они становятся предметом интереса главы соседней воинской части, полковника Рябушева, который решает пойти в наступление на выживших в городе, чтобы, не заботясь об их мнении и желаниях, спасти человечество, для чего ему и нужны дневник бывшей помощницы начальника раменского бункера и её ребёнок. Разменной монетой в его игре становится Женя Коровин — сын начальника бункера КБ АТО. |           |  |
| Место действия: Мытищи, Москва · Предыдущая: «Изоляция» · Следующая: «Призраки прошлого» | 92        |  |

| Наиль Выборнов «Переход-2. На другой стороне» | август 2018 | М |
| \| Мародёр Нельсон выжил под обвалом перехода «Школа», но, очнувшись, он находит себя немым и заключённым у пришлых военных. Ему приходится объединиться с нечеловеческим союзником, поставив на кон свою жизнь, чтобы защитить город от многих жертв новой войны, которая начинается после окончившегося противостояния с Халифатом. \| \| \| Место действия: Набережные Челны · Предыдущая: «Переход» · Следующая: «На пепелищах наших домов» \| 93 \| |             |   |
| Мародёр Нельсон выжил под обвалом перехода «Школа», но, очнувшись, он находит себя немым и заключённым у пришлых военных. Ему приходится объединиться с нечеловеческим союзником, поставив на кон свою жизнь, чтобы защитить город от многих жертв новой войны, которая начинается после окончившегося противостояния с Халифатом. |             |   |
| Место действия: Набережные Челны · Предыдущая: «Переход» · Следующая: «На пепелищах наших домов» | 93          |   |

| Дмитрий Ермаков, Наталия Ермакова «Площадь Мужества» | сентябрь 2018 | О |
| \| До начала войны между Империей Веган и Приморским Альянсом остаются считанные дни. В районе станции Площадь Мужества находится, согласно данным разведки, объект, что требует проверки и что грозит резко изменить баланс сил. Проверить окрестности южной границы Северной конфедерации капитан Гаврилов, представитель Приморского Альянса на станции Площадь Ленина, отправляет пойманного в самоволке сталкера Игната Псарёва. Вместе с небольшим отрядом он вынужден отправиться на север, будучи вовлечён в теневые игры крупнейших объединений, что способны определить судьбу всего метро. \| \| \| Место действия: Санкт-Петербург · Предыдущая: «Третья сила» · Следующая: «Ладога» \| 94 \| |               |   |
| До начала войны между Империей Веган и Приморским Альянсом остаются считанные дни. В районе станции Площадь Мужества находится, согласно данным разведки, объект, что требует проверки и что грозит резко изменить баланс сил. Проверить окрестности южной границы Северной конфедерации капитан Гаврилов, представитель Приморского Альянса на станции Площадь Ленина, отправляет пойманного в самоволке сталкера Игната Псарёва. Вместе с небольшим отрядом он вынужден отправиться на север, будучи вовлечён в теневые игры крупнейших объединений, что способны определить судьбу всего метро. |               |   |
| Место действия: Санкт-Петербург · Предыдущая: «Третья сила» · Следующая: «Ладога» | 94            |   |

| Станислав Богомолов «Нити Ариадны» | октябрь 2018 | Ж |
| \| Из-за вспышки неизвестной болезни Митинское содружество теряет все запасы препаратов от радиации («антирад»). На совете решают отправить небольшой отряд во главе с Яковом Кругловым в Большое метро приобрести лекарство на других станциях. Задача оказывается не так легка, митинцы сталкиваются с трудностями и враждебностью других организаций. \| \| \| Место действия: Москва, Московская область · Предыдущая: «Оборотень» (рассказ) · Следующая: «Гордиев узел» \| 95 \| |              |   |
| Из-за вспышки неизвестной болезни Митинское содружество теряет все запасы препаратов от радиации («антирад»). На совете решают отправить небольшой отряд во главе с Яковом Кругловым в Большое метро приобрести лекарство на других станциях. Задача оказывается не так легка, митинцы сталкиваются с трудностями и враждебностью других организаций. |              |   |
| Место действия: Москва, Московская область · Предыдущая: «Оборотень» (рассказ) · Следующая: «Гордиев узел» | 95           |   |

| Светлана Кузнецова «Уроборос» | ноябрь 2018 | Е |
| \| На перегоне между Нагатинской и Тульской, всегда считавшемся безопасным, начали пропадать люди. Сталкер Кай втягивает главного героя, Владлена Симонова (Влада), в охоту за кровожадным мутантом. \| \| \| Место действия: Москва · Предыдущая: «Дворец для рабов» \| 96 \| |             |   |
| На перегоне между Нагатинской и Тульской, всегда считавшемся безопасным, начали пропадать люди. Сталкер Кай втягивает главного героя, Владлена Симонова (Влада), в охоту за кровожадным мутантом.                                                                              |             |   |
| Место действия: Москва · Предыдущая: «Дворец для рабов» | 96          |   |

| Анна Калинкина (редактор-составитель) «Холодное пламя жизни» (антология) | декабрь 2018 | Т |
| \| Пятый сборник рассказов, впервые сформированный на внеконкурсной основе из работ авторов ранее вышедших и одного из будущих романов. Дополняет ряд существующих в серии циклов и рассказывает новые истории о различных населённых пунктах. \| \| \| Место действия: Санкт-Петербург, Владимирская область, Москва, Екатеринбург, Ивановская область, Мурманская область, Самарская область, Белгород, Московская область, Нижегородская область, Свердловская область, Кемеровская область, Тверская область, Курск · Предыдущие: «Последнее убежище», «Сумрак в конце туннеля», «Сказки апокалипсиса», «О чём молчат выжившие» · Следующая: «Они не те, кем кажутся» · См. также: «В свете костра», «Шёпоты убиенных», «Эхо умершего мира», «В руинах» (польские антологии) \| 97 \| |              |   |
| Пятый сборник рассказов, впервые сформированный на внеконкурсной основе из работ авторов ранее вышедших и одного из будущих романов. Дополняет ряд существующих в серии циклов и рассказывает новые истории о различных населённых пунктах. |              |   |
| Место действия: Санкт-Петербург, Владимирская область, Москва, Екатеринбург, Ивановская область, Мурманская область, Самарская область, Белгород, Московская область, Нижегородская область, Свердловская область, Кемеровская область, Тверская область, Курск · Предыдущие: «Последнее убежище», «Сумрак в конце туннеля», «Сказки апокалипсиса», «О чём молчат выжившие» · Следующая: «Они не те, кем кажутся» · См. также: «В свете костра», «Шёпоты убиенных», «Эхо умершего мира», «В руинах» (польские антологии) | 97           |   |

### 2019
| Олег Грач «Парад-алле» | январь 2019 |  |
| \| Комендант Проспекта даёт сталкеру Эдуарду (Циркачу) задание найти его пропавшего сына, который вместе с отрядом ушёл в сторону Октябрьской. Циркач отправляется в путь, который лежит через мигающую аномалию Фонарь. Преодолев её, мужчина оказывается перед лицом необъяснимых событий. \| \| \| Место действия: Новосибирск · См. также: «Увидеть солнце» \| 98 \| |             |  |
| Комендант Проспекта даёт сталкеру Эдуарду (Циркачу) задание найти его пропавшего сына, который вместе с отрядом ушёл в сторону Октябрьской. Циркач отправляется в путь, который лежит через мигающую аномалию Фонарь. Преодолев её, мужчина оказывается перед лицом необъяснимых событий.                                                                                |             |  |
| Место действия: Новосибирск · См. также: «Увидеть солнце» | 98          |  |

| Валерий Желнов «Реактор» | февраль 2019 | К |
| \| Областной центр не бомбили, но после войны Томск был вынужден встать в зависимое от закрытого города положение. Контролирующая ядерный реактор группировка «Тёмных» делится электроэнергией взамен на пропитание и другие вещи, а также лояльность соседей. Двадцать лет спустя «Тёмные» проводят непонятные томичам операции, грозятся отключением энергии. Становится ясно, что с реактором что-то не так. Сержант Дмитрий Зорин видит то, что ему не следует, и теперь жизнь его жены в опасности. \| \| \| Место действия: Томск, Томская область · Следующая: «Реактор-2» \| 99 \| |              |   |
| Областной центр не бомбили, но после войны Томск был вынужден встать в зависимое от закрытого города положение. Контролирующая ядерный реактор группировка «Тёмных» делится электроэнергией взамен на пропитание и другие вещи, а также лояльность соседей. Двадцать лет спустя «Тёмные» проводят непонятные томичам операции, грозятся отключением энергии. Становится ясно, что с реактором что-то не так. Сержант Дмитрий Зорин видит то, что ему не следует, и теперь жизнь его жены в опасности.                                                                                      |              |   |
| Место действия: Томск, Томская область · Следующая: «Реактор-2» | 99           |   |

| Андрей Лисьев «Зима милосердия» | март 2019 | А |
| \| Юноша по имени Женя Серов с Баррикадной не различает цвета, но у него задатки сталкера, и начальник станции убеждает его приёмного деда, Виталия, отправить паренька на вылазку. Первый же выход открывает в мальчике необычный дар приносить мутантам избавление от страданий, а вместе с ним у него просыпается клаустрофобия. Женя не может вернуться на родную станцию, и дед отводит его на Улицу 1905 года. Вскоре Виталия обвиняют в краже трёх девушек, а сам он куда-то исчезает. Женя решает доказать невиновность близкого человека, но поиски заводят его слишком далеко от дома. \| \| \| Место действия: Москва \| 100 \| |           |   |
| Юноша по имени Женя Серов с Баррикадной не различает цвета, но у него задатки сталкера, и начальник станции убеждает его приёмного деда, Виталия, отправить паренька на вылазку. Первый же выход открывает в мальчике необычный дар приносить мутантам избавление от страданий, а вместе с ним у него просыпается клаустрофобия. Женя не может вернуться на родную станцию, и дед отводит его на Улицу 1905 года. Вскоре Виталия обвиняют в краже трёх девушек, а сам он куда-то исчезает. Женя решает доказать невиновность близкого человека, но поиски заводят его слишком далеко от дома.                                              |           |   |
| Место действия: Москва | 100       |   |

| Мария Стрелова «Призраки прошлого» | апрель 2019 | Ж |
| \| Ещё недавно влиятельный молодой учёный Дмитрий Холодов оказывается единственным выжившим под завалом родного бункера. Сумев выбраться, он добирается до обречённого убежища в Нагорном, где знакомится с Алевтиной, разительно отличающейся от других жителей посёлка. Все вместе они уходят в военную часть «Загорянка», где надеются найти спасение, а находят лишь смерть для большинства из них и старого знакомого, который считался мёртвым. \| \| \| Место действия: Московская область, Москва · Предыдущие: «Изоляция», «Нас больше нет» \| 101 \| |             |   |
| Ещё недавно влиятельный молодой учёный Дмитрий Холодов оказывается единственным выжившим под завалом родного бункера. Сумев выбраться, он добирается до обречённого убежища в Нагорном, где знакомится с Алевтиной, разительно отличающейся от других жителей посёлка. Все вместе они уходят в военную часть «Загорянка», где надеются найти спасение, а находят лишь смерть для большинства из них и старого знакомого, который считался мёртвым. |             |   |
| Место действия: Московская область, Москва · Предыдущие: «Изоляция», «Нас больше нет» | 101         |   |

| Павел Майка «Район обетованный» | май 2019 | Д |
| \| Театральную труппу пана Онуфрия обвиняют в краже, предательстве и измене Федерации Убежища Старой Новой Хуты. Двоим молодым актёрам, Марчину и его названой сестре Эве, удаётся сбежать. За ними снаряжают погоню под командованием поручика Седлара. Беглецы объединяются со сталкером-одиночкой Весельчаком, который знает безопасное место. Однако чем дальше все они — и невиновные преступники, и вынужденные преследователи — забираются, тем больше странного они замечают вокруг. Меж тем в центре Кракова под началом Короля-телепата собирается орда мутантов, способная уничтожить остатки человечества.[87] \| \| \| Место действия: Краков · Предыдущая: «Горный» (рассказ) · Следующая: «Человек обетованный» · Переводы: рус. \| 102 \| |          |   |
| Театральную труппу пана Онуфрия обвиняют в краже, предательстве и измене Федерации Убежища Старой Новой Хуты. Двоим молодым актёрам, Марчину и его названой сестре Эве, удаётся сбежать. За ними снаряжают погоню под командованием поручика Седлара. Беглецы объединяются со сталкером-одиночкой Весельчаком, который знает безопасное место. Однако чем дальше все они — и невиновные преступники, и вынужденные преследователи — забираются, тем больше странного они замечают вокруг. Меж тем в центре Кракова под началом Короля-телепата собирается орда мутантов, способная уничтожить остатки человечества. |          |   |
| Место действия: Краков · Предыдущая: «Горный» (рассказ) · Следующая: «Человек обетованный» · Переводы: рус. | 102      |   |

| Сергей Чехин «Свора» | июнь 2019 | Ы |
| \| Одичавшие собаки собираются в огромную свору, сметающую всё и всех на своём пути. Их ведёт Вожак, по слухам, настоящий оборотень. Чтобы его остановить, профессиональный доктор Марк Фельде изобретает особую сыворотку, расширяющую границы человеческих возможностей. Испытание проводит на небольшой группе ребят из бандитской Крейды, и только её лидер, Герман Гридасов, выживает. Теперь ему необходимо управляться с новыми силами, научиться терпению и порядку, и тогда ему представится шанс сразиться с Вожаком. Своенравный хулиган понимает важность дела, но постоянно норовит поступить по-своему. Его действия приводят к неожиданным открытиям и последствиям. \| \| \| Место действия: Белгород · Предыдущая: «Гордей» (рассказ) \| 103 \| |           |   |
| Одичавшие собаки собираются в огромную свору, сметающую всё и всех на своём пути. Их ведёт Вожак, по слухам, настоящий оборотень. Чтобы его остановить, профессиональный доктор Марк Фельде изобретает особую сыворотку, расширяющую границы человеческих возможностей. Испытание проводит на небольшой группе ребят из бандитской Крейды, и только её лидер, Герман Гридасов, выживает. Теперь ему необходимо управляться с новыми силами, научиться терпению и порядку, и тогда ему представится шанс сразиться с Вожаком. Своенравный хулиган понимает важность дела, но постоянно норовит поступить по-своему. Его действия приводят к неожиданным открытиям и последствиям.                                                                                 |           |   |
| Место действия: Белгород · Предыдущая: «Гордей» (рассказ) | 103       |   |

| Сергей Алексеев «Кочевник» | июль 2019 | Й |
| \| Охотник за головами Кайрат Мылтыкбаев по прозвищу Шал (каз. Старый) идёт по следу бандитов, вырезавших его поселение. Месть дополняется долгом Шымкентскому Каганату, заинтересованному в устранении этой же банды, а также пожилому шаману. Последний попросил наёмника отыскать мальчика с необычным даром в селе неподалёку, куда направляются и разбойники. В пути Шал встречает неожиданных союзников, вместе с которыми продолжает выполнять взваленное на себя задание. \| \| \| Место действия: Жамбылская область, Алматинская область, Алматы · См. также: «Степной дракон» \| 104 \| |           |   |
| Охотник за головами Кайрат Мылтыкбаев по прозвищу Шал (каз. Старый) идёт по следу бандитов, вырезавших его поселение. Месть дополняется долгом Шымкентскому Каганату, заинтересованному в устранении этой же банды, а также пожилому шаману. Последний попросил наёмника отыскать мальчика с необычным даром в селе неподалёку, куда направляются и разбойники. В пути Шал встречает неожиданных союзников, вместе с которыми продолжает выполнять взваленное на себя задание. |           |   |
| Место действия: Жамбылская область, Алматинская область, Алматы · См. также: «Степной дракон» | 104       |   |

| Анна Калинкина «Сетунь» | август 2019 |  |
| \| Михаил и Светлана не были родственниками по крови, но из-за того, что их родители сошлись, стали сводными братом и сестрой. Тем не менее, между молодыми людьми постепенно возникли более тёплые чувства, но общество на Киевской не учло особенностей их отношений и смотрело неодобрительно на эту пару. Михаил, хоть и завоевал авторитет благодаря деятельности как врач и как сталкер, узнаёт, что в его родном районе близ Сетуни уцелел бункер, куда они с Ланой перебираются спустя год после ядерной войны. Спустя двадцать лет положение в маленьком бункере усугубляется, и выросшим мужчине и женщине приходится вспомнить прошлое. \| \| \| Место действия: Москва \| 105 \| |             |  |
| Михаил и Светлана не были родственниками по крови, но из-за того, что их родители сошлись, стали сводными братом и сестрой. Тем не менее, между молодыми людьми постепенно возникли более тёплые чувства, но общество на Киевской не учло особенностей их отношений и смотрело неодобрительно на эту пару. Михаил, хоть и завоевал авторитет благодаря деятельности как врач и как сталкер, узнаёт, что в его родном районе близ Сетуни уцелел бункер, куда они с Ланой перебираются спустя год после ядерной войны. Спустя двадцать лет положение в маленьком бункере усугубляется, и выросшим мужчине и женщине приходится вспомнить прошлое.                                              |             |  |
| Место действия: Москва | 105         |  |

| Сергей Антонов «Харам Бурум» | сентябрь 2019 | Ж |
| \| Приквел трилогии «Московские туннели», сосредоточенный на приключениях карлика-наёмника Николая Носова (Вездехода). Эксперименты профессора Корбута заходят в тупик, требуются люди для новых опытов, а привести их должен кто-то со стороны. На эту роль оказывается подходящим Николай, чей брат-близнец томится в Берилаге на станции Улица Подбельского. Профессор вербует нескольких человек для того, чтобы они привели к нему Вездехода, которого больше интересует судьба брата, нежели научные достижения Красной Линии. \| \| \| Место действия: Москва · Следующие: «Тёмные туннели», «В интересах революции», «Непогребённые» \| 106 \| |               |   |
| Приквел трилогии «Московские туннели», сосредоточенный на приключениях карлика-наёмника Николая Носова (Вездехода). Эксперименты профессора Корбута заходят в тупик, требуются люди для новых опытов, а привести их должен кто-то со стороны. На эту роль оказывается подходящим Николай, чей брат-близнец томится в Берилаге на станции Улица Подбельского. Профессор вербует нескольких человек для того, чтобы они привели к нему Вездехода, которого больше интересует судьба брата, нежели научные достижения Красной Линии. |               |   |
| Место действия: Москва · Следующие: «Тёмные туннели», «В интересах революции», «Непогребённые» | 106           |   |

| Игорь Вардунас «Слепая тропа» | октябрь 2019 | Е |
| \| Община пионерцев обосновалась на острове Сувурой, но не все местные жители рады новым соседям. Ситуация осложняется скандалом с общиной «Стальных Землекопов» с соседнего острова, загадочными и жестокими происшествиями, которые ведут на тот же остров. Чтобы разобраться с бедами и разрешить кризис, снаряжается экспедиция в тоннели, проходящие под архипелагом. \| \| \| Место действия: Фарерские острова · Предыдущие: «Ледяной плен», «Последний поход», «Путь проклятых» \| 107 \| |              |   |
| Община пионерцев обосновалась на острове Сувурой, но не все местные жители рады новым соседям. Ситуация осложняется скандалом с общиной «Стальных Землекопов» с соседнего острова, загадочными и жестокими происшествиями, которые ведут на тот же остров. Чтобы разобраться с бедами и разрешить кризис, снаряжается экспедиция в тоннели, проходящие под архипелагом. |              |   |
| Место действия: Фарерские острова · Предыдущие: «Ледяной плен», «Последний поход», «Путь проклятых» | 107          |   |

| Алекс де Клемешье (редактор-составитель) «Они не те, кем кажутся» (антология) | ноябрь 2019 | Л |
| \| Шестой сборник рассказов и повестей по миру «Вселенной Метро 2033», составленный по результатам конкурса рассказов «Тайны тёмных туннелей»[88] с привлечением ранее написанных, но не публиковавшихся работ отдельных авторов проекта. \| \| \| Место действия: Москва, Санкт-Петербург, Ростов-на-Дону, Самара, Республика Алтай, Ростовская область · Предыдущие: «Последнее убежище», «Сумрак в конце туннеля», «Сказки апокалипсиса», «О чём молчат выжившие», «Холодное пламя жизни» · См. также: «В свете костра», «Шёпоты убиенных», «Эхо умершего мира», «В руинах» (польские антологии) \| 108 \| |             |   |
| Шестой сборник рассказов и повестей по миру «Вселенной Метро 2033», составленный по результатам конкурса рассказов «Тайны тёмных туннелей» с привлечением ранее написанных, но не публиковавшихся работ отдельных авторов проекта. |             |   |
| Место действия: Москва, Санкт-Петербург, Ростов-на-Дону, Самара, Республика Алтай, Ростовская область · Предыдущие: «Последнее убежище», «Сумрак в конце туннеля», «Сказки апокалипсиса», «О чём молчат выжившие», «Холодное пламя жизни» · См. также: «В свете костра», «Шёпоты убиенных», «Эхо умершего мира», «В руинах» (польские антологии) | 108         |   |

### 2020
| Дмитрий Блинов «Аркаим» | февраль 2020 | А |
| \| Старший лейтенант республики «Возрождение» Алексей Смирнов попадает на территорию закрытой военизированной группы «Страж», где ему дают важное задание решить проблемы, нависшие над первым чистым поселением в регионе, названным Аркаимом — в честь одноимённого древнего поселения. Тем временем в его родной республике зреет восстание против текущего президента, и жизнь Алисы Скворцовой — невесты Алексея — оказывается под угрозой. \| \| \| Место действия: Челябинск, Челябинская область · Следующая: «Аркаим-2» \| 109 \| |              |   |
| Старший лейтенант республики «Возрождение» Алексей Смирнов попадает на территорию закрытой военизированной группы «Страж», где ему дают важное задание решить проблемы, нависшие над первым чистым поселением в регионе, названным Аркаимом — в честь одноимённого древнего поселения. Тем временем в его родной республике зреет восстание против текущего президента, и жизнь Алисы Скворцовой — невесты Алексея — оказывается под угрозой.                                                                                              |              |   |
| Место действия: Челябинск, Челябинская область · Следующая: «Аркаим-2» | 109          |   |

| Наиль Выборнов «На пепелищах наших домов» | март 2020 | Ю |
| \| Покинувшие родной переход на «Домостроителей», люди во главе с Полковником приходят в Мензелинск, который заняли русские националисты. Они готовы разместить у себя беженцев, но сначала надо обезопасить регион от нападок тварей, а для этого надо уничтожить их логово в Бугульме. От успеха сборного отряда зависит дальнейшая судьба обеих общин. \| \| \| Место действия: Татарстан · Предыдущие: «Переход», «Переход-2» \| 110 \| |           |   |
| Покинувшие родной переход на «Домостроителей», люди во главе с Полковником приходят в Мензелинск, который заняли русские националисты. Они готовы разместить у себя беженцев, но сначала надо обезопасить регион от нападок тварей, а для этого надо уничтожить их логово в Бугульме. От успеха сборного отряда зависит дальнейшая судьба обеих общин.                                                                                      |           |   |
| Место действия: Татарстан · Предыдущие: «Переход», «Переход-2» | 110       |   |

| Светлана Кузнецова «Дворец для рабов» | июль 2020 | Щ |
| \| Неизвестный мутант на болотах гипнотизирует жителей подмосковного бункера близ Одинцово. Один из разведчиков, молодой Тим Волков, решает отправиться в Москву, где надеется найти подмогу. \| \| \| Место действия: Московская область, Москва · Следующая: «Уроборос» \| 111 \| |           |   |
| Неизвестный мутант на болотах гипнотизирует жителей подмосковного бункера близ Одинцово. Один из разведчиков, молодой Тим Волков, решает отправиться в Москву, где надеется найти подмогу.                                                                                          |           |   |
| Место действия: Московская область, Москва · Следующая: «Уроборос» | 111       |   |

| Юрий Харитонов «Смерть октановых богов» | сентябрь 2020 | И |
| \| Софья Макаренко по прозвищу Сова возвращается к планам мести Ордену нефтяников, но вновь вмешиваются обстоятельства — на этот раз из-за неожиданного спутника, правда о прошлом которого может изменить не только её намерения, но и судьбу многих окрестных поселений. \| \| \| Место действия: Ярославская область, Владимирская область · Предыдущие: «Своя душа — потёмки» (рассказ), «На краю пропасти», «Приют забытых душ» \| 112 \| |               |   |
| Софья Макаренко по прозвищу Сова возвращается к планам мести Ордену нефтяников, но вновь вмешиваются обстоятельства — на этот раз из-за неожиданного спутника, правда о прошлом которого может изменить не только её намерения, но и судьбу многих окрестных поселений. |               |   |
| Место действия: Ярославская область, Владимирская область · Предыдущие: «Своя душа — потёмки» (рассказ), «На краю пропасти», «Приют забытых душ» | 112           |   |

| Сергей Антонов «Высшая сила» | ноябрь 2020 | Й |
| \| Анатолий Томский и Юрий Корнилов устают от мирной жизни, и когда им, а также их другу Вездеходу и новому знакомому Даниле Громову, представитель Невидимых наблюдателей Макс Добровольский предлагает отправиться за инаугурационным экземпляром Конституцией РФ в Кремль, они быстро соглашаются в обмен на кардинальную смену образа жизни по завершении миссии. Однако вскоре герои понимают, что вступили в смертельно опасную игру, в которой нельзя играть по правилам. \| \| \| Место действия: Москва · Предыдущие: «Харам Бурум», «Московские туннели» (трилогия), «Рублёвка. Чего стоит империя» (трилогия) \| 113 \| |             |   |
| Анатолий Томский и Юрий Корнилов устают от мирной жизни, и когда им, а также их другу Вездеходу и новому знакомому Даниле Громову, представитель Невидимых наблюдателей Макс Добровольский предлагает отправиться за инаугурационным экземпляром Конституцией РФ в Кремль, они быстро соглашаются в обмен на кардинальную смену образа жизни по завершении миссии. Однако вскоре герои понимают, что вступили в смертельно опасную игру, в которой нельзя играть по правилам. |             |   |
| Место действия: Москва · Предыдущие: «Харам Бурум», «Московские туннели» (трилогия), «Рублёвка. Чего стоит империя» (трилогия) | 113         |   |

| Дмитрий Ермаков «Ладога» | декабрь 2020 |  |
| \| Жители Альянса Оккервиль обосновались в городе Всеволожске, но не все местные довольны присутствием новых соседей. Ожидаются очередные выборы главы общины промзоны «Кирпичный завод», на которых население должно подтвердить поддержку дружественных отношений с бежавшими из метро петербуржцами или выбрать более враждебно настроенного лидера. Параллельно разведчикам, куда вошли и новые обитатели бункера, требуется расследовать нападения дикарей, за которыми стоит нечто большее, чем просто угроза извне. \| \| \| Место действия: Ленинградская область, Санкт-Петербург · Предыдущие: «Третья сила», «Площадь Мужества» \| 114 \| |              |  |
| Жители Альянса Оккервиль обосновались в городе Всеволожске, но не все местные довольны присутствием новых соседей. Ожидаются очередные выборы главы общины промзоны «Кирпичный завод», на которых население должно подтвердить поддержку дружественных отношений с бежавшими из метро петербуржцами или выбрать более враждебно настроенного лидера. Параллельно разведчикам, куда вошли и новые обитатели бункера, требуется расследовать нападения дикарей, за которыми стоит нечто большее, чем просто угроза извне. |              |  |
| Место действия: Ленинградская область, Санкт-Петербург · Предыдущие: «Третья сила», «Площадь Мужества» | 114          |  |

### 2021
| Сергей Семёнов «Цена свободы» | январь 2021 | И |
| \| Небольшая деревня в Иркутской области подвергается нападению неизвестных, которые увозят часть жителей к себе в Комсомольск-на-Амуре, где превращают пленных в рабов. Двое друзей, Михей и Ромка, объединяются с несколькими товарищами по несчастью и совершают побег. Всем беглецам хочется вернуться домой, но на их пути лежит множество опасностей, которые им необходимо преодолеть сообща. \| \| \| Место действия: Иркутская область — Хабаровский край \| 115 \| |             |   |
| Небольшая деревня в Иркутской области подвергается нападению неизвестных, которые увозят часть жителей к себе в Комсомольск-на-Амуре, где превращают пленных в рабов. Двое друзей, Михей и Ромка, объединяются с несколькими товарищами по несчастью и совершают побег. Всем беглецам хочется вернуться домой, но на их пути лежит множество опасностей, которые им необходимо преодолеть сообща.                                                                            |             |   |
| Место действия: Иркутская область — Хабаровский край | 115         |   |

| Валерий Желнов «Реактор-2. В круге втором» | февраль 2021 | С |
| \| Дмитрий Зорин и его беременная жена Лена заселяются на станции Новосибирского метрополитена Маршальская. Появление томичей заинтересовывает различные группы людей, желающие использовать энергию реактора Сибирской АЭС на благо города, но их всех ждёт отказ. Спустя несколько месяцев Лену похищают, и Дмитрий вынужден объединиться с хорошо вооружённой группировкой, чтобы вызволить супругу, в обмен на сведения о реакторе, куда и лежит их путь. \| \| \| Место действия: Новосибирск, Новосибирская область, Томская область · Предыдущая: «Реактор» \| 116 \| |              |   |
| Дмитрий Зорин и его беременная жена Лена заселяются на станции Новосибирского метрополитена Маршальская. Появление томичей заинтересовывает различные группы людей, желающие использовать энергию реактора Сибирской АЭС на благо города, но их всех ждёт отказ. Спустя несколько месяцев Лену похищают, и Дмитрий вынужден объединиться с хорошо вооружённой группировкой, чтобы вызволить супругу, в обмен на сведения о реакторе, куда и лежит их путь. |              |   |
| Место действия: Новосибирск, Новосибирская область, Томская область · Предыдущая: «Реактор» | 116          |   |

| Алексей Головенков «Крысиный король» | апрель 2021 | П |
| \| Свадьба дочери коменданта Выборгской Кристины с офицером Империи Веган Эдуардом Власовым срывается. Невеста сбегает вместе с друзьями, спасаясь от угрозы, которую готовят для всего метро единомышленники Власова. Империя Веган разрабатывала смертельный вирус, о котором беглецы надеются предупредить руководство Приморского Альянса. \| \| \| Место действия: Санкт-Петербург \| 117 \| |             |   |
| Свадьба дочери коменданта Выборгской Кристины с офицером Империи Веган Эдуардом Власовым срывается. Невеста сбегает вместе с друзьями, спасаясь от угрозы, которую готовят для всего метро единомышленники Власова. Империя Веган разрабатывала смертельный вирус, о котором беглецы надеются предупредить руководство Приморского Альянса.                                                       |             |   |
| Место действия: Санкт-Петербург | 117         |   |

| Анна Ветлугина, Дмитрий Максименко «Свидетели Чистилища» | май 2021 | Ы |
| \| Последняя книга русскоязычной серии «Вселенная Метро 2033» перед второй заморозкой[89]. Жители куровских могильников узнают, что территория вокруг Гуслицкого монастыря имеет нормальный радиационный фон, и ввиду накопившихся проблем внутри общин и между собой выжившие готовятся напасть на заселивших монастырские постройки язычников, которых также обвиняют в пропаже людей. \| \| \| Место действия: Московская область \| 118 \| |          |   |
| Последняя книга русскоязычной серии «Вселенная Метро 2033» перед второй заморозкой. Жители куровских могильников узнают, что территория вокруг Гуслицкого монастыря имеет нормальный радиационный фон, и ввиду накопившихся проблем внутри общин и между собой выжившие готовятся напасть на заселивших монастырские постройки язычников, которых также обвиняют в пропаже людей.                                                              |          |   |
| Место действия: Московская область | 118      |   |

### Неизданные на русском языке
В мае 2016 года в Польше был издан польскоязычный роман Роберта Шмидта «Башня», являющийся продолжением «Бездны». На русский язык данный роман не переведён до сих пор, но есть перевод на венгерский.

Три года спустя, в мае 2019 года, состоялся выпуск русского издания первого романа «Вселенной Метро 2033», изначально написанного на польском языке. Его продолжение, под названием «Человек обетованный», также переведено и ожидает выхода. Помимо сиквела «Района обетованного», в Польше издан роман Артура Хмелевского «Ахроматопсия», а также четыре бесплатно распространяемых сборника рассказов («В свете костра», «Шёпоты убиенных», «Эхо умершего мира» и «В руинах») и рассказ Дмитрия Глуховского «Конец Дороги» (на русском языке рассказ существует в качестве сетевой публикации). «В свете костра» — бесплатная сетевая публикация, остальные же антологии идут бонусом к выходившим параллельно с ними переводным книгам проекта и также бесплатно распространяются в Интернете на законных основаниях. Сборники рассказов переведены любительски на русский язык, причём сначала «В свете костра», а затем и все остальные польские антологии, напечатаны ограниченным тиражом группой поклонников-активистов сообщества проекта во ВКонтакте.

Весной 2020 года состоялся выпуск первого романа серии о Франции на французском языке, под названием «Левый берег» (фр. Rive Gauche). Его написал Пьер Бордаж. Критики отмечают простой, но хорошо написанный сюжет, который представляет собой начало большой истории, хвалят сильных женских персонажей, но несколько озадачены интерпретацией вселенной Дмитрия Глуховского. Автор действительно написал трилогию: второй роман под названием «Правый берег» (фр. Rive Droite) вышел во Франции в марте 2021 года, третий том под названием «Остров Сите» (фр. Cité) вышел в апреле 2022 года. Также «Левый берег» стал первым романом вселенной, раньше переведённым на язык, отличный от русского, а именно — на венгерский.

## Сборники рассказов
| «Последнее убежище»               | «Последнее убежище»        | «Последнее убежище»        |
| Автор                             | Рассказ                    | Описываемые места          |
| --------------------------------- | -------------------------- | -------------------------- |
| Шимун Врочек                      | «Убер и революция»         | Санкт-Петербург            |
| Андрей Гребенщиков                | «Легион последней надежды» | Екатеринбург               |
| Ольга «Скарлетт» Швецова          | «Наставник»                | Москва                     |
| Константин «Еретик» Баранов       | «Снайпер»                  | Москва                     |
| Сергей Антонов                    | «Tabula Rasa»              | Москва                     |
| Александрина «Dia Feliz» Тверских | «Быть человеком»           | Краснодар                  |
| Елена «Фадос» Богачёва            | «Детский мир»              | Москва                     |
| Василий Пронин                    | «Арси»                     | Москва (2013 год)          |
| Руслан Кляузов                    | «Млечный путь»             | Бийск                      |
| Сергей Москвин                    | «За порогом рая»           | Новосибирск                |
| Катерина Тарновская               | «Сигнальные фонари»        | Московская область         |
| Виктор Тарапата                   | «Мемуары призрака»         | Париж (2013 год), Москва   |
| Александр Койнов                  | «Надежда в подарок»        | Москва                     |
| Лев Рыжков                        | «Спрутобой»                | Сочи                       |
| Константин Бенев                  | «Новогодняя история»       | Санкт-Петербург            |
| Дмитрий Ермаков                   | «Настоящий немец»          | Москва                     |
| Григор Эльбекян                   | «Вместе навсегда»          | Москва                     |
| Сергей Кузнецов                   | «Уйти от судьбы»           | Москва, Московская область |
| Андрей Дьяков                     | «Слово сталкера»           | Москва                     |
| Елена Черных                      | «Монстр»                   | Москва                     |
| Ирина Баранова                    | «Паровозик из Ромашкова»   | Нижний Новгород            |
| Дмитрий Глуховский                | «Евангелие от Артёма»      | Москва                     |

| «Сумрак в конце туннеля»    | «Сумрак в конце туннеля»        | «Сумрак в конце туннеля» |
| Автор                       | Рассказ                         | Описываемые места        |
| --------------------------- | ------------------------------- | ------------------------ |
| Константин Бенев            | «Запасной путь»                 | Санкт-Петербург          |
| Игорь Осипов                | «Первое задание»                | Москва                   |
| Андрей Гребенщиков          | «Здесь живут призраки»          | Москва                   |
| Денис Дубровин              | «Я ведь говорил!»               | Санкт-Петербург          |
| Алексей Молчановский        | «Зачем»                         | Москва                   |
| Артём Степанов              | «Прошедший день»                | Москва                   |
| Ольга Швецова               | «Верю, что ты есть»             | Москва                   |
| Тимофей Корниенко           | «Последняя история Достоевской» | Москва                   |
| Евгений Шкиль               | «Явление святого Эрнесто»       | Рязанская область        |
| Андрей Койнов               | «Вечный сон разума»             | Москва                   |
| Нина Золотова, Михаил Миков | «Двое на крыше»                 | Киев                     |
| Михаил Перешивкин           | «Годовщина»                     | Москва                   |
| Дмитрий Панов               | «Алиса в иллюзариуме»           | Москва                   |
| Ольга Швецова               | «Слова не нужны»                | Москва                   |
| Андрей Гребенщиков          | «Квартира № 41»                 | Екатеринбург             |
| Ник Львовский               | «Искупление»                    | Москва                   |
| Леонид Елсаков              | «Котёнок»                       | Самара                   |
| Элона Демидова              | «Цепь»                          | Москва                   |
| Павел Старовойтов           | «Весенний ренессанс»            | Челябинская область      |
| Никита Аверин               | «Бритва Оккама»                 | Санкт-Петербург          |
| Кира Иларионова             | «Работа над ошибками»           | Карелия, Петрозаводск    |
| Вячеслав Бакулин            | «Семнадцатизарядная вера»       | Москва                   |

| «Сказки Апокалипсиса»             | «Сказки Апокалипсиса»              | «Сказки Апокалипсиса»          |
| Автор                             | Рассказ                            | Описываемые места              |
| --------------------------------- | ---------------------------------- | ------------------------------ |
| Павел Старовойтов                 | «Фальшивая жизнь индивида»         | Москва                         |
| Татьяна Живова                    | «С тех пор, как случился Рагнарёк» | Тверская область               |
| Ирина Бакулина                    | «Вперёд, благородные доны!»        | Вязьма                         |
| Юрий Харитонов                    | «Родственные души»                 | Санкт-Петербург                |
| Денис Дубровин                    | «За закрытой дверью»               | Ленинградская область, Лехтуси |
| Виктор Тарапата                   | «Осколки битых роз»                | Москва                         |
| Василий Скородумов                | «Сказка о храбром принце»          | Санкт-Петербург                |
| Михаил Табун                      | «Свеча и Примус» (басня)           | Москва                         |
| Виктор Лебедев                    | «Плесень»                          | Московская область, Видное     |
| Кира Иларионова                   | «Сети»                             | Москва                         |
| Сергей Шивков                     | «Площадь Революции»                | Москва                         |
| Сергей Шивков                     | «Народный ополченец»               | Москва                         |
| Денис Дубровин                    | «Зеркало Абсолюта»                 | Санкт-Петербург                |
| Ольга Швецова, Андрей Гребенщиков | «Цветочек для Алёнушки»            | Москва                         |
| Михаил Табун                      | «Мамзель» (басня)                  | Москва                         |
| Константин Бенев                  | «Изумрудная сказка»                | Москва                         |
| Александра Тверских               | «Там, где бродят волки»            | Адыгея, Краснодарский край     |
| Сергей Шивков                     | «Будь как дома, путник»            | Москва                         |
| Анна Калинкина                    | «Ведьма с Ваганьковского холма»    | Москва                         |
| Михаил Табун                      | «Атака блокпоста» (басня)          | Москва                         |
| Сергей Шивков                     | «Сказочник»                        | Москва                         |
| Ярослав Костин                    | «Бонти»                            | Москва                         |
| Павел Старовойтов                 | «Сказка про Зло»                   | Москва                         |
| Андрей Гребенщиков, Ольга Швецова | «Спаси и сохрани»                  | Екатеринбург                   |
| Вячеслав Бакулин                  | «Короче, все умерли»               | Москва                         |

| «О чём молчат выжившие»        | «О чём молчат выжившие»    | «О чём молчат выжившие»                  |
| Автор                          | Рассказ                    | Описываемые места                        |
| ------------------------------ | -------------------------- | ---------------------------------------- |
| Сергей Шивков                  | «Капитан Лавров»           | Москва                                   |
| Евгений Шапоров                | «Не всё потеряно»          | Москва                                   |
| Артём Степанов, Дмитрий Панов  | «Взаперти»                 | Москва                                   |
| Андрей Гребенщиков             | «Шеймен»                   | Екатеринбург                             |
| Ирина Бакулина                 | «Венерина мухоловка»       | Брянская область                         |
| Станислав Богомолов            | «Оборотень»                | Московская область, Истра                |
| Ирина Бакулина, Игорь Вардунас | «Тютерс»                   | Ленинградская область, Большой Тютерс    |
| Сергей Чехин                   | «Не сегодня»               | Самара                                   |
| Ирина Бакулина                 | «Красное на чёрном»        | Алма-Ата                                 |
| Александра Тверских            | «Хозяин рая»               | Краснодарский край                       |
| Дмитрий Дмитриев               | «Несрочно в номер»         | Москва                                   |
| Юрий Уленгов                   | «Из двух зол»              | Луганск                                  |
| Андрей Архипов                 | «Маугли»                   | Псков                                    |
| Александра Тверских            | «Бабий хутор»              | Краснодарский край                       |
| Сергей Семёнов                 | «Снежный охотник»          | Якутия, Улуу                             |
| Анна Калинкина                 | «Не ушедшие в Москву»      | Московская область, Орехово-Зуево        |
| Сергей Шивков                  | «Файл № 30-27»             | Москва                                   |
| Дмитрий Манасыпов              | «Дед»                      | Самарская область                        |
| Виктор Давидюк                 | «Пеликан»                  | Москва                                   |
| Ирина Баранова                 | «Милый друг»               | Москва                                   |
| Сергей Шивков                  | «Чёрная метка»             | Ивановская область, Владимирская область |
| Борис Харькин                  | «Лютый, Ястреб и Покойник» | Омск                                     |

| «Холодное пламя жизни» | «Холодное пламя жизни»             | «Холодное пламя жизни»   |
| Автор                  | Рассказ                            | Описываемые места        |
| ---------------------- | ---------------------------------- | ------------------------ |
| Шимун Врочек           | «Байки Убера»                      | Санкт-Петербург          |
| Игорь Вардунас         | Бесы                               | Санкт-Петербург          |
| Юрий Харитонов         | «Своя душа — потёмки»              | Владимирская область     |
| Константин Бенев       | «Эпилог»                           | Санкт-Петербург          |
| Татьяна Живова         | «Киндер, кюхе, кирхе»              | Москва                   |
| Андрей Гребенщиков     | «По ту сторону янтаря»             | Екатеринбург             |
| Игорь Илюшин           | «Плакальщик»                       | Ивановская область       |
| Андрей Буторин         | «Огонёк»                           | Мурманская область       |
| Дмитрий Манасыпов      | «Вайнах»                           | Самарская область        |
| Сергей Чехин           | «Гордей»                           | Белгород                 |
| Анна Калинкина         | «Планетарий»                       | Москва                   |
| Игорь Осипов           | «Слепой»                           | Москва                   |
| Виктор Лебедев         | «Сезон дождей»                     | Московская область       |
| Шамиль Алтамиров       | «Наёмники»                         | Самарская область        |
| Ирина Баранова         | «Охота»                            | Нижегородская область    |
| Павел Старовойтов      | «Сказка о сталкере Андрее» (пьеса) | Москва                   |
| Сергей Семёнов         | «Палач»                            | Свердловская область     |
| Алексей Доронин        | «Старая шахта»                     | Кемеровская область      |
| Ольга Швецова          | «Рождение героя»                   | Москва, Тверская область |
| Станислав Богомолов    | «Безбожники»                       | Курск                    |
| Сергей Антонов         | «К вопросу о профпригодности»      | Москва                   |

| «Они не те, кем кажутся»    | «Они не те, кем кажутся»  | «Они не те, кем кажутся» |
| Автор                       | Рассказ                   | Описываемые места        |
| --------------------------- | ------------------------- | ------------------------ |
| Кира Иларионова             | «Игры разума»             | Москва                   |
| Александр Лепёхин           | «Скобари»                 | Санкт-Петербург          |
| Валентин Гусаченко          | «Поводок»                 | Ростов-на-Дону           |
| Алексей Головенков          | «Мозгоправ»               | Москва                   |
| Игорь Соловьёв              | «Марсельеза»              | Москва                   |
| Юрий Мори                   | «Командирские»            | Самара                   |
| Ольга Швецова, Игорь Осипов | «Небеса обетованные»      | Республика Алтай         |
| Виктор Лебедев              | «Котлованы»               | Ростовская область       |
| Ольга Швецова               | «Что за Проспектом Мира?» | Москва                   |
| Анна Калинкина              | «Хозяин»                  | Москва                   |
| Виталий Соколов             | «Голод»                   | Москва                   |

## Комплекты книг
| Название                  | Книги                    | Книги                 | Книги                    | Год выхода |
| ------------------------- | ------------------------ | --------------------- | ------------------------ | ---------- |
| «Полуостров надежды»      | «Север»                  | «Осада рая»           | «Дочь небесного духа»    | 2015       |
| «Голоса выжженных земель» | «Сёстры печали»          | «Ниже ада»            | «Обитель снов»           | 2015       |
| «Мифы апокалипсиса»       | «Странник»               | «Голод»               | «Из глубин»              | 2016       |
| «Дикий мир»               | «Странник»               | «Увидеть Солнце»      | «Осада рая»              | 2016       |
| «Справедливость силы»     | «Свидетель»              | «Право на жизнь»      | «Измеритель»             | 2016       |
| «Дочери подземелья»       | «Царство крыс»           | «Кошки-мышки»         | «Хозяин Яузы»            | 2016       |
| «Новый рубеж»             | «Слепящая пустота»       | «Обитель снов»        | «Дорога стали и надежды» | 2016       |
| «Жестокая правда»         | «Север»                  | «Корни небес»         | «Тёмная мишень»          | 2017       |
| «Пленники туннелей»       | «Увидеть Солнце»         | «Слепящая пустота»    | «Изнанка мира»           | 2017       |
| «Отчаянные»               | «В интересах революции»  | «Безымянка»           | «Осада рая»              | 2017       |
| «Забытые во тьме»         | «Странник»               | «Война кротов»        | «Корни небес»            | 2017       |
| «Сумрачный свет»          | «Стоящий у двери»        | «Гонка по кругу»      | «Обмануть судьбу»        | 2017       |
| «Герои нового мира»       | «Мраморный рай»          | «Муранча»             | «Отступник»              | 2017       |
| «Новая опасность»         | «Муранча»                | «Дочь небесного духа» | «Ничей»                  | 2018       |
| «Лабиринты ада»           | «Война кротов»           | «Ниже ада»            | «Из глубин»              | 2018       |
| «Сияние мрака»            | «Непогребённые»          | «Джульетта без имени» | «Пасынки Третьего Рима»  | 2018       |
| «Жертвенная кровь»        | «В интересах революции»  | «Осада рая»           | «Рублёвка-3»             | 2019       |
| «Чёрный холод»            | «Сумрак в конце туннеля» | «Лешие не умирают»    | «Перекрёстки судьбы»     | 2019       |
| «Неизбежность борьбы»     | «Рублёвка»               | «Чужими глазами»      | «Подземный Доктор»       | 2019       |
| «Схватка с судьбой»       | «Стоящий у двери»        | «Ничей»               | «Обмануть судьбу»        | 2019       |

### Комментарии
1. ↑  Однако в наибольшем количестве произведений, включая рассказы и прочие произведения, в серии приняла участие Анна Калинкина — 8 романов (1 в соавторстве под её руководством), 4 рассказа, 1 составленная антология и ряд объяснительных записок.
2. ↑  Каждая книга в серии имеет официальное название, которое начинается со слов «Метро 2033» — например, «Метро 2033: Путевые знаки». В данном списке и далее на странице префиксы у названий опущены для удобства.
3. ↑  Элона Демидова, Андрей Гребенщиков, Константин Баранов, Павел Старовойтов.
4. ↑  Анна Калинкина, Ольга Швецова, Виктор Лебедев, Станислав Богомолов, Сергей Семёнов, Ирина Баранова, Андрей Буторин, Игорь Осипов, Юрий Харитонов, Андрей Гребенщиков.
5. ↑  В издании указан только Артём Степанов.
6. ↑  Полное название — «Сказка о славном и могучем сталкере Андрее, о помощнике его Жоре и о событиях на станции Боровицкая».